# Kernkraftwerk Grafenrheinfeld
Das Kernkraftwerk Grafenrheinfeld (Abkürzung: KKG) war von 1982 bis 2015 in Betrieb. Es liegt südlich von Schweinfurt bei Grafenrheinfeld am linken Mainufer. Baubeginn war 1974 durch die Bayernwerk AG, die Inbetriebnahme erfolgte im Dezember 1981. Es handelt sich um einen Druckwasserreaktor der dritten Generation („Vor-Konvoi“-Anlage) mit einer elektrischen Bruttoleistung von 1345 Megawatt. Die jährliche Stromproduktion belief sich durchschnittlich auf über zehn Milliarden Kilowattstunden. Betreiber war PreussenElektra. Das Kernkraftwerk hatte zwei weithin sichtbare Kühltürme mit einer Höhe von jeweils 143 Metern. Ein am Standort neu erbautes Zwischenlager für abgebrannte Kernbrennelemente ging Anfang März 2006 in Betrieb. Das Kernkraftwerk wurde im Juni 2015 stillgelegt.

## Standort
Das Kernkraftwerk liegt etwa 7,5 Kilometer südlich von Schweinfurt und 25 Kilometer nordöstlich von Würzburg auf etwa 210 m ü. NHN. Es liegt im Süden des Schweinfurter Beckens, welches sich durch eine relative topographische Tiefenlage gegenüber den umgebenden naturräumlichen Einheiten auszeichnet. Der Main verläuft westlich in etwa 500 Meter Entfernung in Nord-Süd-Richtung. Im Umkreis von zehn Kilometern leben etwa 126.000 Menschen, davon etwa 55.000 in Schweinfurt. Das Areal des Kernkraftwerks wird von überwiegend land- und forstwirtschaftlich genutzten Bereichen sowie mehreren kleineren Landschafts- und Naturschutzgebieten umgeben. Im Umkreis bis zu zehn Kilometern befinden sich vier Anlagen der Stadt Schweinfurt zur Trinkwasserversorgung, drei Anlagen der Fernwasserversorgung und drei Einzelversorgungsanlagen.
Der Standort des Kernkraftwerkes bei Grafenrheinfeld bot für den Betrieb topografisch und meteorologisch günstige Voraussetzungen. Die Region um das Kernkraftwerk gilt als erdbebensicher und ist durch Hochwasserschutzdämme vor Überflutungen geschützt. Die Bereitstellung großer Mengen Wasser für die Kühltürme war durch die Lage am Main gewährleistet. Das gut ausgebaute Verkehrsnetz der Umgebung war für einen Transport der vom Kernkraftwerk benötigten Güter von Vorteil. Der vom Kraftwerk erzeugte Strom wurde über die Schaltanlage des Kraftwerks in das bayerische Hochspannungsnetz beziehungsweise in das europäische Verbundnetz eingespeist, wobei der Netzbetrieb durch einen Lastverteiler in Karlsfeld bei München zentral gesteuert wurde.

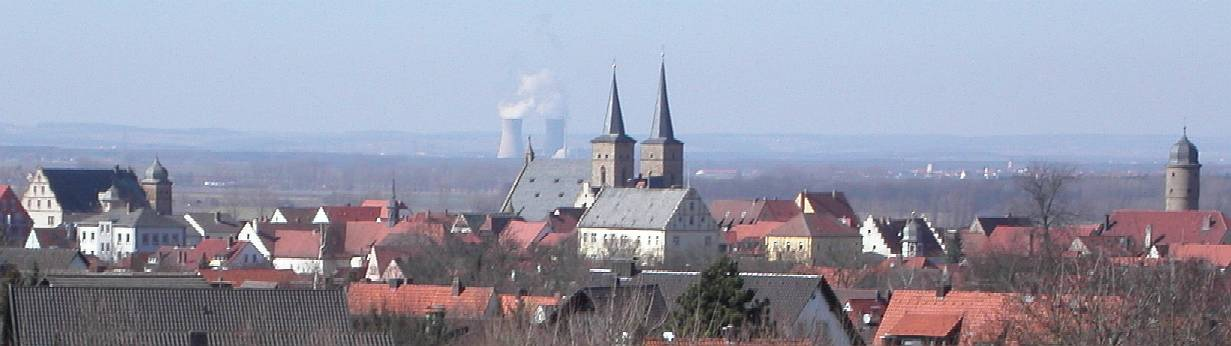
Blick über Gerolzhofen vom Rand des Steigerwaldes. Im Hintergrund, 15 km hinter den Doppel-Kirchtürmen, das Kernkraftwerk Grafenrheinfeld (2006)

## Anlage

### Kernreaktor

Aufbau eines Druckwasserreaktors

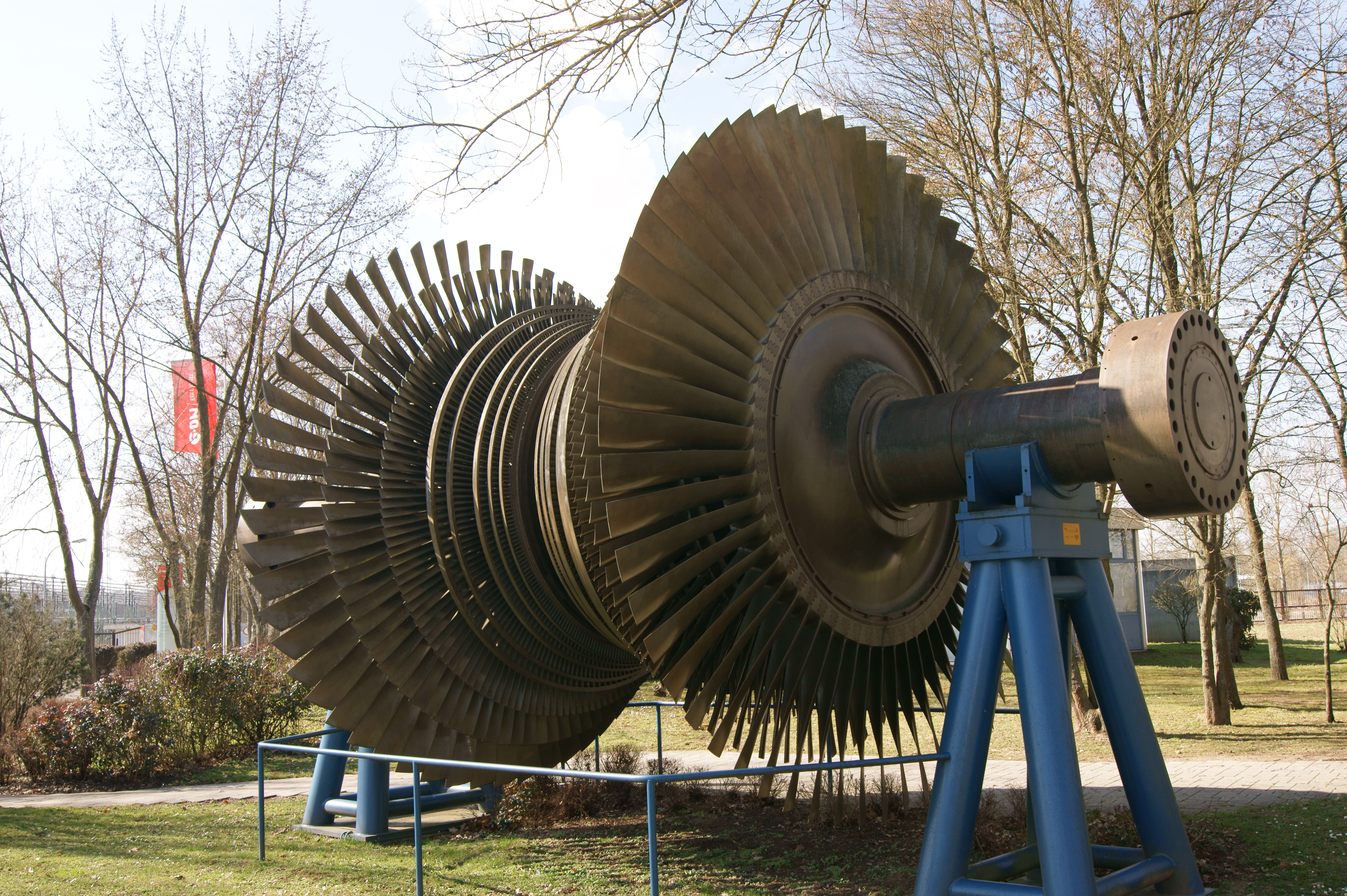
Ausgedienter Niederdruckturbinenläufer

Bei dem Kernreaktor handelt es sich um einen Druckwasserreaktor der dritten Generation, eine sogenannte Vor-Konvoi-Anlage. Das Basisdesign dieses Reaktortyps stammt aus den 1970er Jahren. Der Reaktor hat eine elektrische Bruttoleistung (Nennleistung) des Generators von 1345 Megawatt (MW). Die Nettoleistung liegt bei 1275 Megawatt. Dieser Wert gibt die maximale Leistung an, die für die Produktion elektrischer Energie zur Verfügung stehen kann. Er entspricht dem Bruttowert abzüglich des Kraftwerkseigenverbrauchs von Neben- und Hilfsanlagen. Die thermische Reaktorleistung liegt bei 3765 Megawatt.
Zum Reaktorbereich gehört der Reaktordruckbehälter mit einem Innendurchmesser von fünf Metern, bei einer Gesamthöhe einschließlich Steuerstabantriebsstutzen von 12,8 Metern. Die Gesamtmasse des Druckbehälters beträgt etwa 530 Tonnen, die Wandstärke 25 Zentimeter. Der Reaktorkern fasst 193 Brennelemente mit einer Brennstablänge von 3,9 Metern und einer Brennstoffmasse von 103 Tonnen. Die vier Dampferzeuger haben eine Gesamtmasse von 335 Tonnen, bei einem größten Durchmesser von 4,9 Metern und einer Gesamthöhe von 21,3 Metern.

### Stromerzeugung

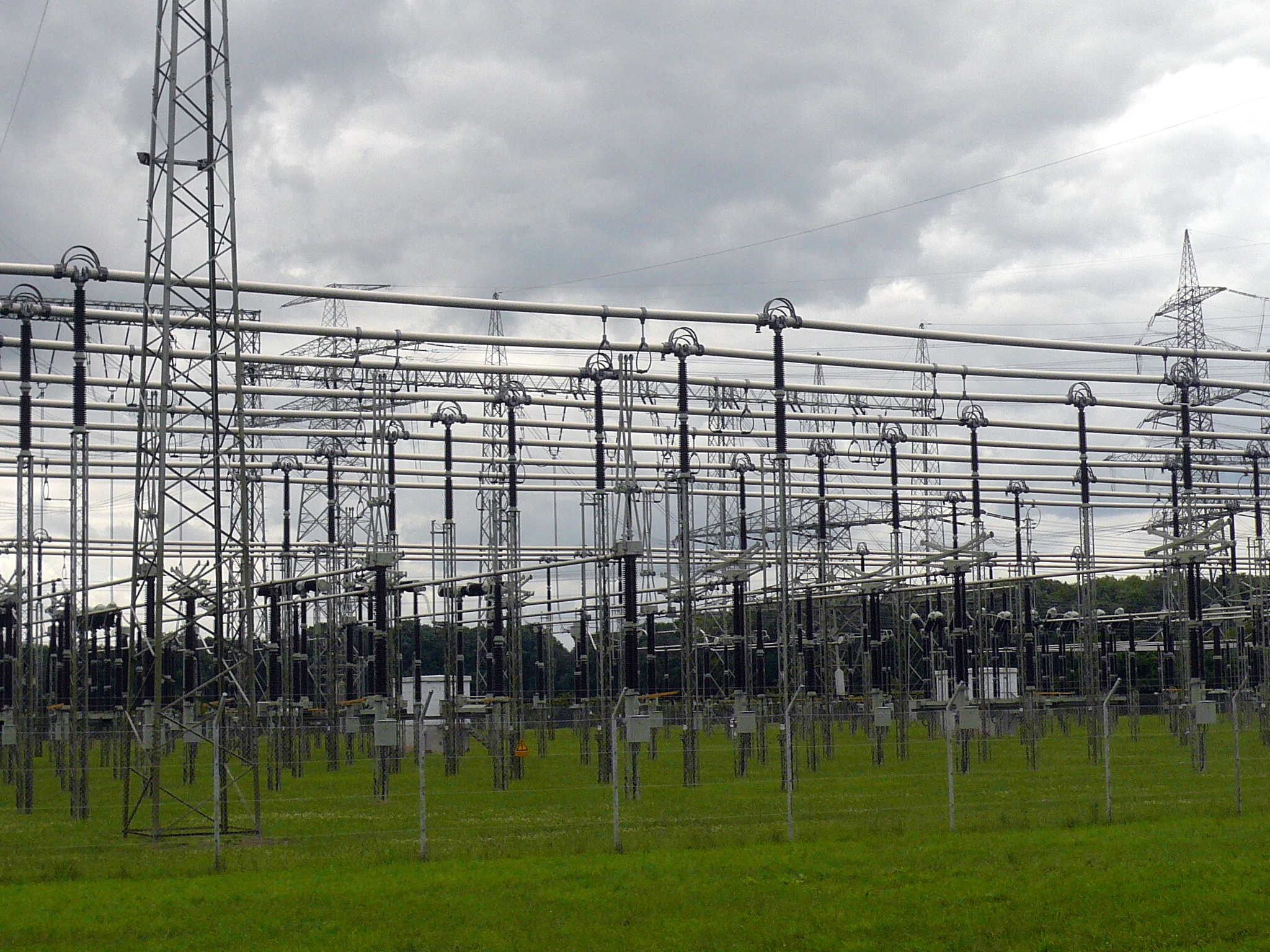
Freiluftschaltfeld beim Kernkraftwerk Grafenrheinfeld

Zur Stromerzeugung dienten die maschinentechnischen Anlagen, wie die Turbine, die durch Dampf angetrieben wurde, und der Generator. Die Turbine besteht aus einem Hochdruck- und zwei Niederdruckteilen, die direkt mit dem Drehstrom-Synchrongenerator, auch Turbogenerator genannt, gekoppelt sind. Generator und Turbine bilden zusammen einen Turbosatz. Der Dampf strömte mit 65 bar in die Hochdruckturbine und verrichtete in zwölf Stufen Arbeit. In den neun Stufen der zwei nachfolgenden Niederdruckteile entspannte er sich auf einen Druck von 0,088 bar, wobei er teilweise wieder zu flüssigem Wasser kondensierte. Der Außendurchmesser des letzten Schaufelrades beträgt 5,60 Meter, die Nenndrehzahl liegt bei 1500 Umdrehungen pro Minute. Der Generator mit einer Gesamtmasse von 675 Tonnen wurde von den Turbinen angetrieben und wandelte deren aufgenommene kinetische Energie in elektrische Energie um. Die Leistung betrug 1345 Megawatt. Mit Drehstromtransformatoren wurde die Spannung hochtransformiert und in das 380-Kilovolt-Höchstspannungsnetz des Übertragungsnetzbetreibers Tennet TSO eingespeist. Im Ortsgebiet von Bergrheinfeld nahe dem stillgelegten Kraftwerk befindet sich mit dem Umspannwerk Bergrheinfeld einer der wichtigsten deutschen Leitungsknoten der Hochspannungs-Gleichstrom-Übertragung, der auch nach der Stilllegung bestehen bleibt.
Auffallend ist, dass die abgehenden Leitungen teilweise auf sehr niedrigen Strommasten verlegt sind. Die Benutzung des Weges außerhalb des Kraftwerksgeländes entlang der Schaltanlage ist deshalb für Fahrzeuge mit mehr als vier Metern Höhe untersagt. Darauf wird auch mit entsprechenden Schildern hingewiesen.
Im Kernkraftwerk war eine permanente Stromerzeugung gewährleistet. Aus ihr wurde der Eigenbedarf an Strom bezogen, den das Kraftwerk zur Aufrechterhaltung seiner Betriebsfähigkeit benötigte. Der Generator wurde bei einem Ausfall der Stromerzeugung durch einen Leistungsschalter vom Maschinentransformator getrennt. Der Eigenbedarf wird in einem solchen Fall dem Netz über die Maschinentransformatoren entnommen. Wenn die Stromversorgung weder durch das Kernkraftwerk selbst (beispielsweise bei Abschaltung) noch durch das Höchstspannungsnetz gewährleistet werden konnte, wurde der Strom über vier redundante Notstromdieselaggregate bezogen. Im Notfall sollten Batterieanlagen und weitere Notstromdieselaggregate die Stromversorgung sicherstellen.

### Kühltürme

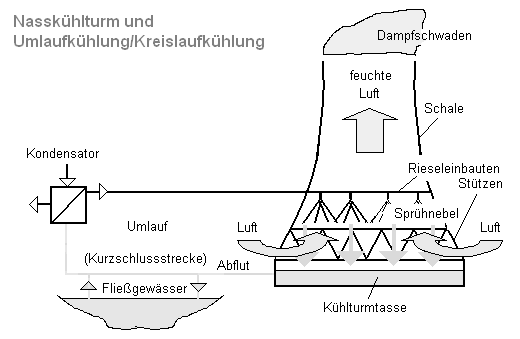
Funktionsweise eines Naturzugkühlturms

Zur vollständigen Kondensation des Niedrigdruck-Dampfes wurden zwei Naturzugkühltürme, beide mit einer Höhe von 143 Metern, eingesetzt. Sie waren über einen weiteren Kühlkreislauf mit dem Kondensator verbunden. Der Durchmesser der Kühltürme an der Basis betrug 104 Meter, der Austrittsdurchmesser oben 64 Meter. Pro Stunde wurden 160.000 Kubikmeter dem Main entnommenes Wasser im Kreislaufbetrieb umgewälzt. Das Wasser passierte den Turbinenkondensator und wurde anschließend im Kühlturm auf zehn Meter Höhe gepumpt. Dort wurde es gleichmäßig verteilt und rieselte in die Kühlturmtasse, den Sammelbereich des herabrieselnden Wassers, der die komplette Basis des Kühlturmes einnahm. An der von unten in den Kühlturm einströmenden Luft verdunsteten etwa 1,5 bis 2 Prozent des Wassers, wodurch sich das Wasser um etwa 13 Kelvin abkühlte. Nach anderer Quelle waren es 0,035 Prozent, im Vergleich zur umgewälzten Menge durch Verdunstung. Von der Kühlturmtasse gelangte das Kühlwasser in den Turbinenkondensator zurück.
97 Prozent der Abwärme des Kernkraftwerks wurden über die Kühltürme in Form von Wasserdampf an die Luft abgegeben; etwa 3 Prozent wurden in den Main geleitet. Das aus dem Kühlkreislauf in den Main zurückgeführte Wasser, pro Sekunde etwa 5 Kubikmeter, erwärmte den Main um etwa 0,5 bis 1 Kelvin. Bei der Entnahme des Mainwassers zur Kühlung wurde dieses von Verschmutzungen und von Treibgut wie Ästen, Laub, Müll und Schlamm gereinigt. Pro Jahr fielen etwa 4000 Kubikmeter gepresster Filterkuchen und 300 Kubikmeter Rechengut aus dem Treibgutrechen an.

### Meteo-Mast Grafenrheinfeld

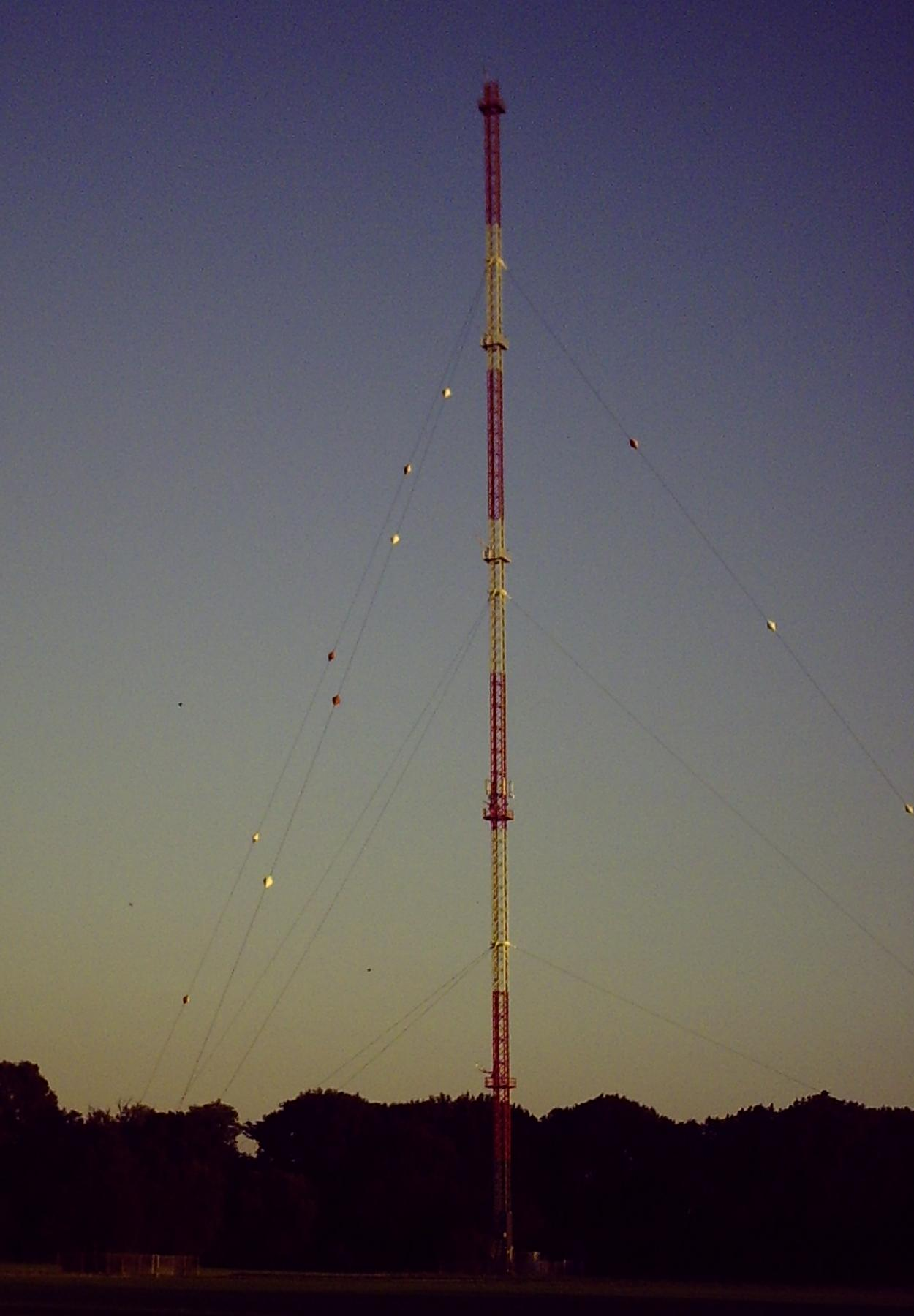
Meteo-Mast Grafenrheinfeld

Der Meteorologie-Mast (Meteo-Mast) Grafenrheinfeld ist ein weithin sichtbarer abgespannter Stahlfachwerkmast für die Messung meteorologischer Parameter. Er befindet sich außerhalb des Werksgeländes etwa 750 Meter südlich des Kernkraftwerks. Der Mast ist 164 Meter hoch und wurde 1977/78 errichtet. Er liefert meteorologische Daten für das Messnetz zur Überwachung der kerntechnischen Anlagen in Bayern (Kernreaktor-Fernüberwachungssystem), das vom Bayerischen Landesamt für Umwelt (LfU) betrieben wird. Die Gamma-Dosisleistung wird auf dem Betriebsgelände und in der näheren Umgebung gemessen. Sämtliche Messdaten werden ohne Beteiligung des Betreibers der Anlage per Datenfernübertragung an die Messnetzzentrale in Augsburg übertragen.

### Informationszentrum
Das Informationszentrum stand zwar innerhalb des Kernkraftwerks-Areals, jedoch 300 Meter außerhalb des zentralen Kernkraftbereichs und wurde bereits sechs Jahre vor Inbetriebnahme des Kraftwerks eröffnet. Bis zum Betriebsbeginn im Dezember 1981 besuchten schon mehr als 100.000 Interessierte das Infozentrum. Diese Einrichtung besteht aus einem Flachbau, in dem sich moderne audiovisuelle Informationssysteme, Exponate und Ausstellungsräume befinden. Das Infozentrum wurde 1983 erstmals umgestaltet, 1996 erfolgte ein weiterer größerer Umbau. Seit der Eröffnung im Juni 1975 bis Ende Mai 2007 zählte das Informationszentrum 434.000 Besucher. Die Mitarbeiter führten im Jahr etwa 8000 Besucher durch die Kraftwerksanlage. Davon durften allerdings nur wenige den Strahlenschutzbereich betreten. Bis zur Schließung sind mehr als 12.000 Besuchergruppen gezählt worden. Als Reaktion auf den Atomausstieg im Jahr 2011 schloss E.ON das Informationszentrum in Grafenrheinfeld, wie an sämtlichen anderen Kernkraftwerken des Konzerns, Ende 2012.

### Zwischenlager

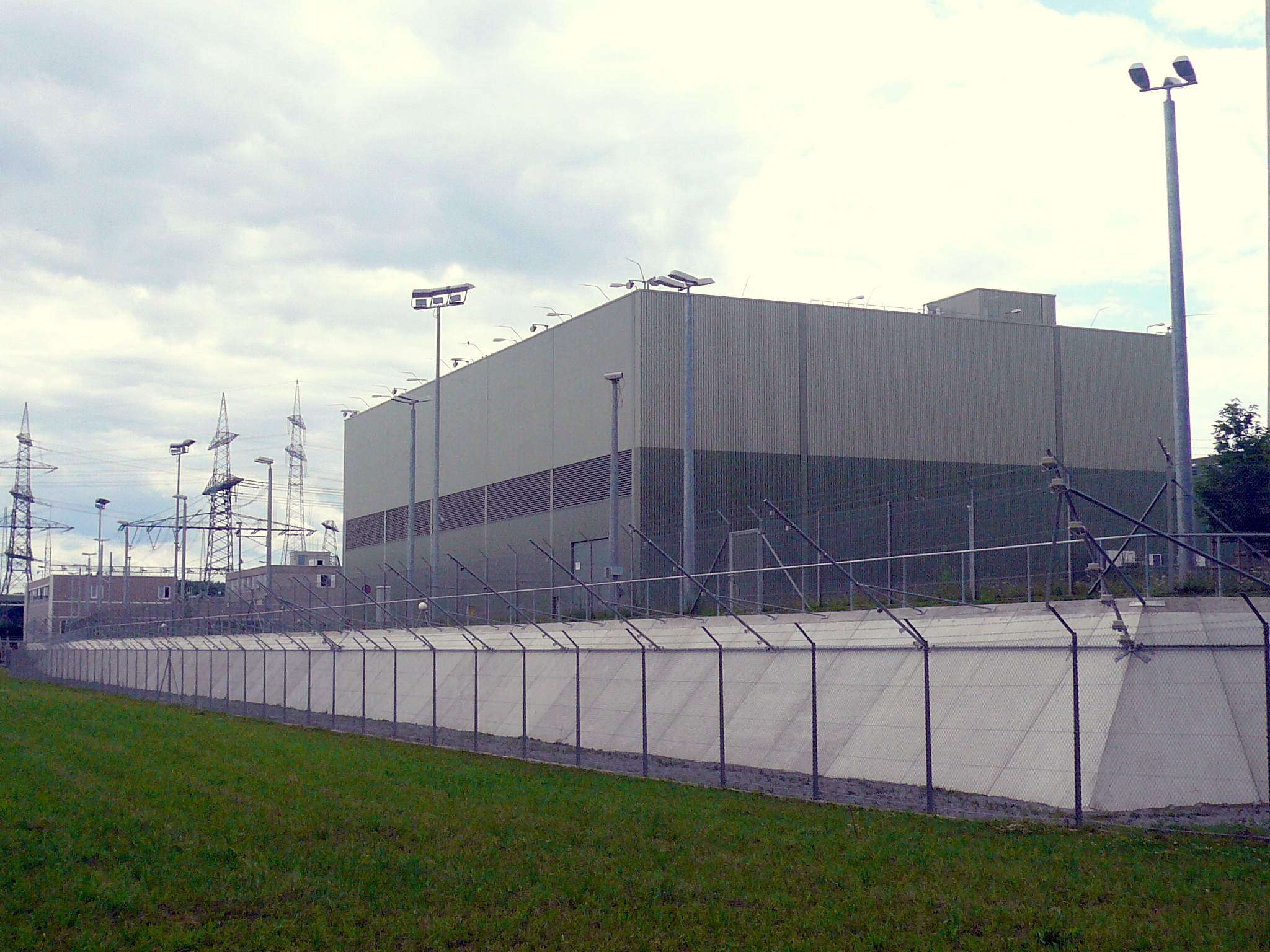
Zwischenlager (BELLA)

Der Bundesgesetzgeber ordnete im Jahr 2000 mit dem novellierten Atomgesetz an, dass auf dem Gelände eines Kernkraftwerkes Zwischenlager zu errichten sind, um die Zahl der Transporte radioaktiven Materials zu reduzieren. Damit entfallen die Atommülltransporte in die Wiederaufarbeitungsanlagen von La Hague in Frankreich oder Sellafield in Großbritannien sowie in die norddeutschen Zwischenlager Gorleben und Ahaus. Da das Kernkraftwerk keinen eigenen Gleisanschluss hat, wurden bisher die Transportbehälter per Tieflader nach Gochsheim transportiert, um dort am Bahnhof in der Ortsmitte vom Tieflader auf den Zug verladen zu werden. Während des Verladezeitraums wurde der Bereich von der Polizei abgeriegelt. Bei diesen Verladungen fanden auch regelmäßig Demonstrationen statt, die immer friedlich abliefen. Mit dem Zwischenlager entfallen, bis eine Möglichkeit zur Endlagerung gefunden ist, Transporte des Atommülls.
Die Bayernwerk AG reichte am 23. Februar 2000 den Antrag für ein Zwischenlager auf dem Gelände des Kernkraftwerkes ein. Im baurechtlichen Genehmigungsverfahren durch das Landratsamt Schweinfurt wurde eine förmliche grenzüberschreitende Umweltverträglichkeitsprüfung durchgeführt. Dabei erhielten die österreichische Regierung, die Regierungen der Bundesländer Vorarlberg, Salzburg und Oberösterreich sowie Privatpersonen aus dem Nachbarland Gelegenheit zur Anhörung. Nach der Bekanntgabe des Vorhabens am 7. April 2001, während der öffentlichen Auslegung der Unterlagen vom 24. April bis 25. Juni 2001 und bei der mündlichen Erörterung vom 20. bis 22. September 2001 in Gerolzhofen hatten etwa 44.500 Personen Einwendungen erhoben. Die Einwendungen, die in Form von Unterschriftenlisten und Einzeleinwendungen vorgebracht wurden, bezweifelten die Sicherheit des Zwischenlagers und richteten sich gegen das Konzept der Behälter. Die Einwendungen wurden mit den Antragsunterlagen geprüft und im Genehmigungsbescheid behandelt. Dieser wurde am 3. August 2002 erteilt.
Das Bundesamt für Strahlenschutz (BfS) genehmigte am 12. März 2003 der Betreiberin des Atomkraftwerkes Grafenrheinfeld, der E.ON Kernkraft GmbH, den Betrieb des Zwischenlagers unter der Auflage, den sicheren Einschluss des radioaktiven Materials dadurch zu gewährleisten, dass jeder Behälter mit einem Doppeldeckel-System ausgerüstet ist. Der Bayerische Verwaltungsgerichtshof wies die Klagen der Stadt Schweinfurt und einiger Privatleute gegen die atomrechtliche Genehmigung durch das BfS kostenpflichtig ab.
Das Zwischenlager, ein Brennelementbehälterlager (BELLA, jetzt Brennelemente-Zwischenlager Grafenrheinfeld), wurde ab 2003 errichtet und am 26. Februar 2006 mit dem ersten Castor-Behälter mit 19 abgebrannten Brennelementen bestückt. Diese waren eine Woche vorher aus dem Nasslager genommen worden, wo sie nach der Entnahme aus dem Reaktor fünf Jahre zum Abklingen gelagert wurden. Das Zwischenlager dient ausschließlich zur Aufbewahrung bestrahlter Brennelemente aus dem Kernkraftwerk Grafenrheinfeld. Auch leere, aber bereits benutzte Behälter, die mit radioaktiven Stoffen kontaminiert sind, können dort gelagert werden. Im Kernkraftwerk sind seit der Inbetriebnahme etwa 522 Tonnen radioaktive und kontaminierte Materialien angefallen, die vorher überwiegend mit Castor-Transporten zu Wiederaufarbeitungsanlagen im Ausland transportiert wurden.
Das Zwischenlager befindet sich auf dem Gelände des Kernkraftwerks, etwa 70 Meter östlich des Reaktorgebäudes, und wird durch die äußere Umschließung in das Kraftwerksgelände eingebunden. Dieses ist durch eine Zaunanlage gesichert. Durch die Lage innerhalb des Kraftwerksgeländes sind die Transportwege sehr kurz, wobei keine öffentlichen Verkehrswege berührt werden. Es wird unabhängig vom Kernkraftwerk betrieben. Infrastrukturelle Einrichtungen des Kernkraftwerkes, wie der Eingangsbereich sowie das Straßen- und Wegenetz, werden allerdings mitbenutzt. Das Lagergebäude ist besonders widerstandsfähig gebaut und dient der Abschirmung sowie der Wärmeabfuhr. Durch diese Sicherheitsmaßnahmen ist die vom Gesetzgeber geforderte Schadensvorsorge durch die Kombination von Lagerhalle und Brennelementebehälter gewährleistet.
Das Lagergebäude besitzt 85 Zentimeter dicke Stahlbeton-Außenwände und umfasst zwei Lagerbereiche mit 62 Meter Länge, 38 Meter Breite und 18 Meter Höhe. Das Dach ist 55 Zentimeter stark. Der Verladebereich an der Südseite ist durch starke, bis zu 8,8 Meter hohe und 80 Zentimeter dicke Abschirmwände von den beiden Lagerbereichen abgetrennt. Dort befinden sich verschiedene Funktionsräume und die Behälter-Wartungsstation. Die beiden Lagerbereiche sind durch eine 50 Zentimeter dicke Betonwand vollständig voneinander getrennt. Die Bodenplatten bestehen aus einer 40 Zentimeter dicken Stahlbetonschicht auf einem festen Unterbau. In den Lagerabteilungen befindet sich jeweils ein Brückenkran, mit dem die Behälter transportiert werden.
Das Zwischenlager hat eine maximale Kapazität von 88 Castor-Behältern mit insgesamt 800 Tonnen Schwermetallmasse. Der Lagerbereich 1 hat auf einer Fläche von 670 Quadratmetern 40 Stellplätze, die in fünf Doppelreihen zu jeweils acht Plätzen angeordnet sind. Der Lagerbereich 2 ist 760 Quadratmeter groß und fasst 48 Castor-Behälter auf jeweils acht Stellplätzen in sechs Doppelreihen. Die Betriebsgenehmigung für das Zwischenlager ist auf 40 Jahre begrenzt, bis dahin sollen alle Brennelemente in ein noch zu findendes Endlager gebracht worden sein.
Im Kernkraftwerk Grafenrheinfeld werden ausschließlich Castor-Behälter des Typs V/19 genutzt, wobei die römische V für die fünf Jahre des Abklingens der Brennelemente im Nasslager steht und die 19 für die maximale Zahl von Brennelementen, die der Castor aufnehmen kann. Ein Behälter dieser Bauart wiegt unbeladen etwa 126 Tonnen und besteht aus etwa 40 Zentimeter dickem Gusseisen. Die Dichtheit jedes Behälters im Zwischenlager wird kontinuierlich überwacht und protokolliert. Die bei jeder jährlichen Revision anfallenden, bestrahlten Brennelemente wurden nach der fünfjährigen Abklingzeit in Castor-Behälter verladen und vom Reaktorgebäude in das Zwischenlager transportiert.
Neben dem Brennelemente-Zwischenlager befindet sich am Standort auch noch das Abfall-Zwischenlager Grafenrheinfeld, ein Zwischenlager für schwach- und mittelradioaktive Abfälle.

## Geschichte
Am 1. Juli 2016 wurde E.ON Kernkraft in PreussenElektra umbenannt, als Folge der Aufspaltung des E.ON-Konzerns in eine neue Energiewelt und eine konventionelle Energiewelt.

### Planung
Die Planungen zum Kernkraftwerk Grafenrheinfeld reichen bis in das Jahr 1969 zurück. Im August 1969 stimmte der Gemeinderat von Grafenrheinfeld mit Bürgermeister Volk dem Bau eines Kernkraftwerkes durch die Bayernwerk AG in den Flurabteilungen Schollenwehr und Dörnig zu. Hierzu verkaufte die Gemeinde 9,8 Hektar eigenes Gelände. Weitere 35 Hektar kamen aus Privatbesitz hinzu.
Von Beginn an gab es Gegner des geplanten Kernkraftwerkes. Eine Bürgeraktion gründete sich 1972, die während und nach der Bauzeit gegen die Anlage kämpfte. Im Rahmen des Raumordnungsverfahrens lehnten die Stadt Schweinfurt und einige Nachbargemeinden von Grafenrheinfeld den Bau des Kernkraftwerkes ab. Die Stadt argumentierte unter anderem damit, dass das Kernkraftwerk das Zusammenwachsen der expandierenden Stadt mit den Gemeinden Bergrheinfeld und Grafenrheinfeld behindern würde. Außerdem wurde befürchtet, dass zwei benachbarte Naturschutzgebiete entwertet werden könnten.
Der damalige Bundesminister für Bildung und Wissenschaft, Klaus von Dohnanyi, stellte auf einer Podiumsdiskussion in Schweinfurt unmissverständlich fest, dass es „angesichts des ständig steigenden Energiebedarfs keine Alternative zur Kernenergie gibt“. Der Standort Grafenrheinfeld wurde auch vom seinerzeitigen bayerischen Umweltminister Max Streibl verteidigt. Im Dezember 1972 stimmte der Kreistag für den Bau des Kernkraftwerks. Die Bayernwerk AG stellte im November 1973 den offiziellen Antrag zur Errichtung eines Kernkraftwerkes bei Grafenrheinfeld. Das Raumordnungsverfahren sah zwei Reaktorblöcke mit vier Kühltürmen vor. Zunächst sollten allerdings nur ein Reaktor und zwei Kühltürme gebaut werden. Die Regierung von Unterfranken gab kurz darauf ihre Zustimmung, allerdings mit 21 Sicherheits- und Umweltauflagen. Nach zwei Jahren hatte das Vorhaben das Raumordnungsverfahren passiert. Die atomrechtliche Genehmigung wurde am 21. Juni 1974 erteilt. Daraufhin klagte die Stadt Schweinfurt gegen den Beschluss und die Arbeiten auf der Baustelle mussten vorübergehend eingestellt werden.

### Bau
Mit der zweiten Teilbaugenehmigung durch Landrat Georg Burghardt konnte der Bau der Kühltürme beginnen. Die bayerische Staatsregierung bekräftigte im Frühjahr 1975 die Rechtmäßigkeit der Genehmigung, nachdem es am Bauzaun zu den ersten Demonstrationen gekommen war, die allerdings, wie auch spätere, friedlich verliefen. Die Anzahl der Beschäftigten auf der Großbaustelle stieg im Juni 1975 auf etwa 340 Personen von über 50 Firmen aus dem unterfränkischen Raum. Zu diesem Zeitpunkt war die Dichtwand fertiggestellt, die ein Eindringen des Grundwassers verhindern sollte. Das Maschinenhaus war bereits fundamentiert, elf Hochkräne waren im Einsatz. Auch bei den Kühltürmen waren die Fundamentabsätze fertig betoniert und am Reaktorgebäude wuchs die äußere Ringwand.
Das Interesse der Bevölkerung war schon in diesem frühen Stadium der Bauarbeiten groß. Deshalb richtete die Bayernwerk AG bis zu vier Busfahrten täglich zur Baustelle ein. Im Herbst 1975 registrierte das Informationszentrum an der Baustelle schon 10.000 Besucher. Ende 1975 standen die 36 V-förmigen Stützen für die Kühltürme sowie der untere Teil der Stahlkugel, in der später der Reaktordruckbehälter eingebaut wurde. Einer der beiden Kühltürme war im Oktober 1976 in Kletterbauweise auf seine endgültige Höhe von 143 Metern hochgezogen worden. Mit der Fertigstellung des ersten Kühlturms sprach Oberbauleiter Eberhard Wild von der Halbzeit der Bauarbeiten. Inzwischen waren schon 850 Personen auf der Baustelle beschäftigt.

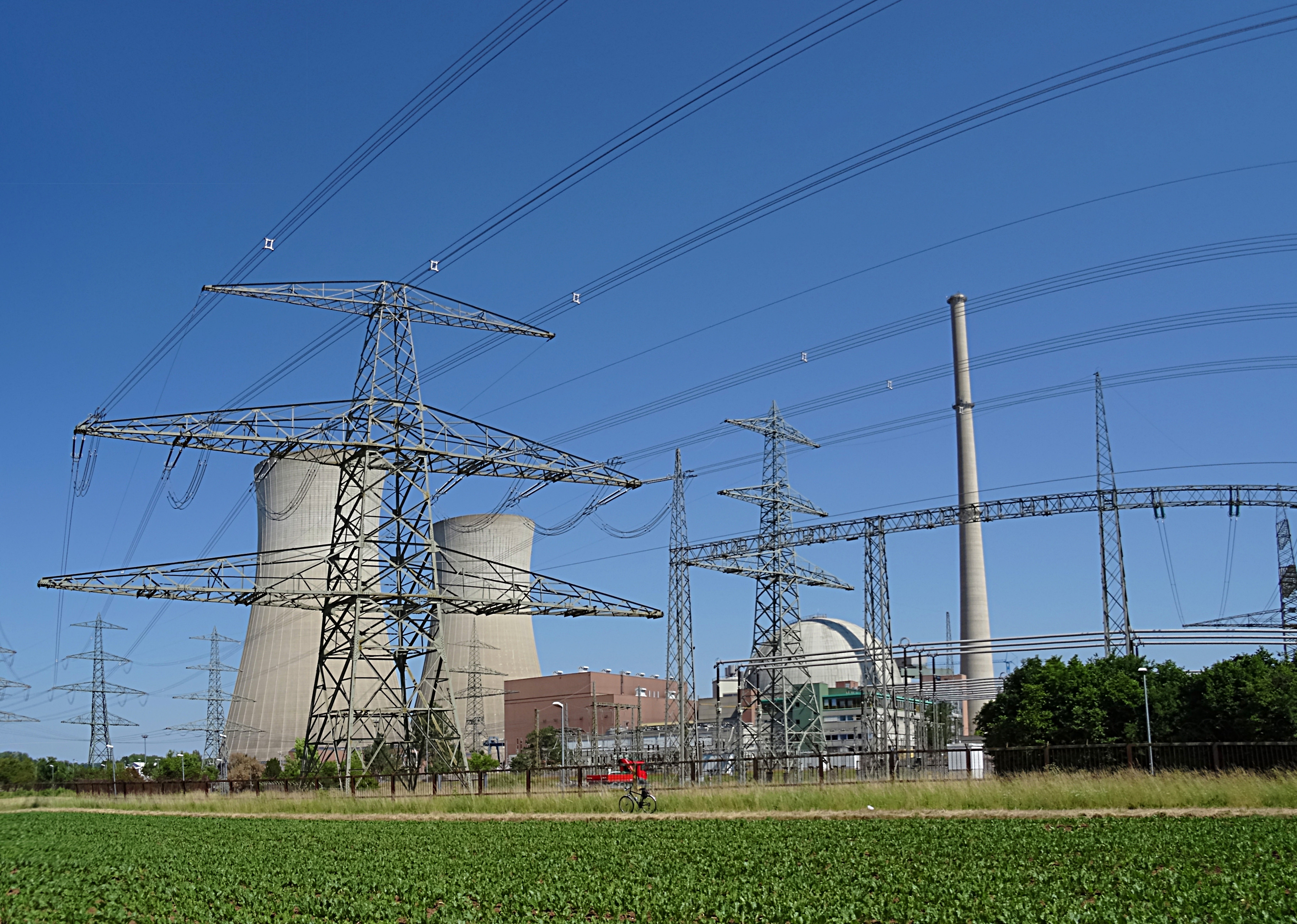
Kernkraftwerk Grafenrheinfeld (2023)

Möglichst viele Gebäude wurden winterfest gemacht, damit in der kalten Jahreszeit im Inneren zügig weitergearbeitet werden konnte. Im Januar 1977 war das Maschinenhaus hochgezogen und erhielt ein Dach. Im Reaktorgebäude wurde zu diesem Zeitpunkt in zwei Zwölf-Stunden-Schichten rund um die Uhr gearbeitet. Das war nötig, da zusätzliche Sicherheitsauflagen sonst den Terminplan durcheinandergebracht hätten. Geplant war, das Kernkraftwerk im Winter 1979/80 ans Netz anzuschließen.
Mit Schiffen wurden im Frühjahr 1977 die ersten schweren Maschinen, wie der Turbinenkondensator angeliefert und im kraftwerkseigenen Hafen entladen. Vor dem Verwaltungsgericht Würzburg fand ein Prozess wegen des Kernkraftwerkes statt, als schon etwa 500 Millionen Deutsche Mark verbaut waren. Die Klagen dreier Privatpersonen, der Stadt Schweinfurt und der Gemeinde Bergrheinfeld gegen den Bau des Kernkraftwerkes wurden allerdings abgewiesen.
In den darauffolgenden Monaten wurde unter Zeitdruck weitergearbeitet. Im August 1977 waren die Rohbauarbeiten an den Gebäuden weitgehend abgeschlossen. Der Sicherheitsbehälter aus 30 Millimeter dickem Stahlblech wurde zusammengeschweißt und die obere Polkappe des Behälters mit einem Kran in ihre Position gehievt. Die Stahlkugel weist einen Durchmesser von 56 Metern auf, hat eine Masse von 2000 Tonnen und umschließt den Reaktor luftdicht. Zu diesem Zeitpunkt war der zweite Kühlturm fast fertig und das Fundament für den schmalen, 160 Meter hohen Abluftkamin entstand.

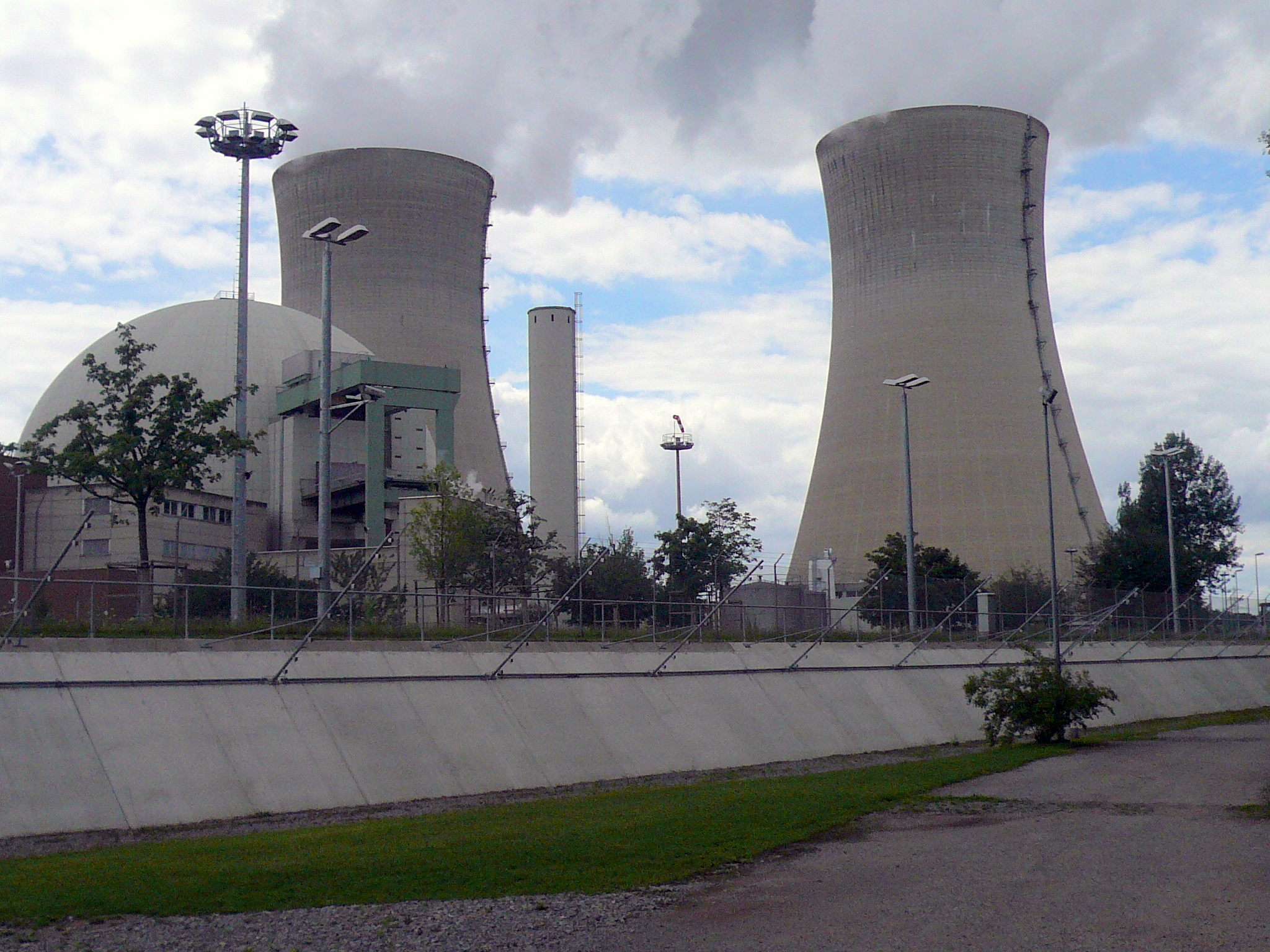
Anlage mit Sicherheitswall (2007)

An der Baustelle waren etwa 1200 Personen beschäftigt. Damit war es die größte Baustelle Süddeutschlands. Die Bauarbeiter wurden nach und nach durch Monteure ersetzt. Äußerlich war das Kernkraftwerk bis zum Ende des Jahres fertiggestellt. Für die reinen Betonierarbeiten wurden 180.000 Kubikmeter Beton und 19.000 Tonnen Armierungseisen verarbeitet, wofür zwei Betonmischanlagen innerhalb der Anlage in Betrieb waren. Dazu kamen noch die beiden Kühltürme mit 22.000 Kubikmeter Beton und 4.000 Tonnen Bewehrungsstahl. Der Termin für die erste Stromproduktion wurde von Oberbauleiter Wild wegen nachträglicher Auslegungs- und Fertigungsänderungen sowie notwendiger Prüfungen auf Mitte 1980 verschoben.

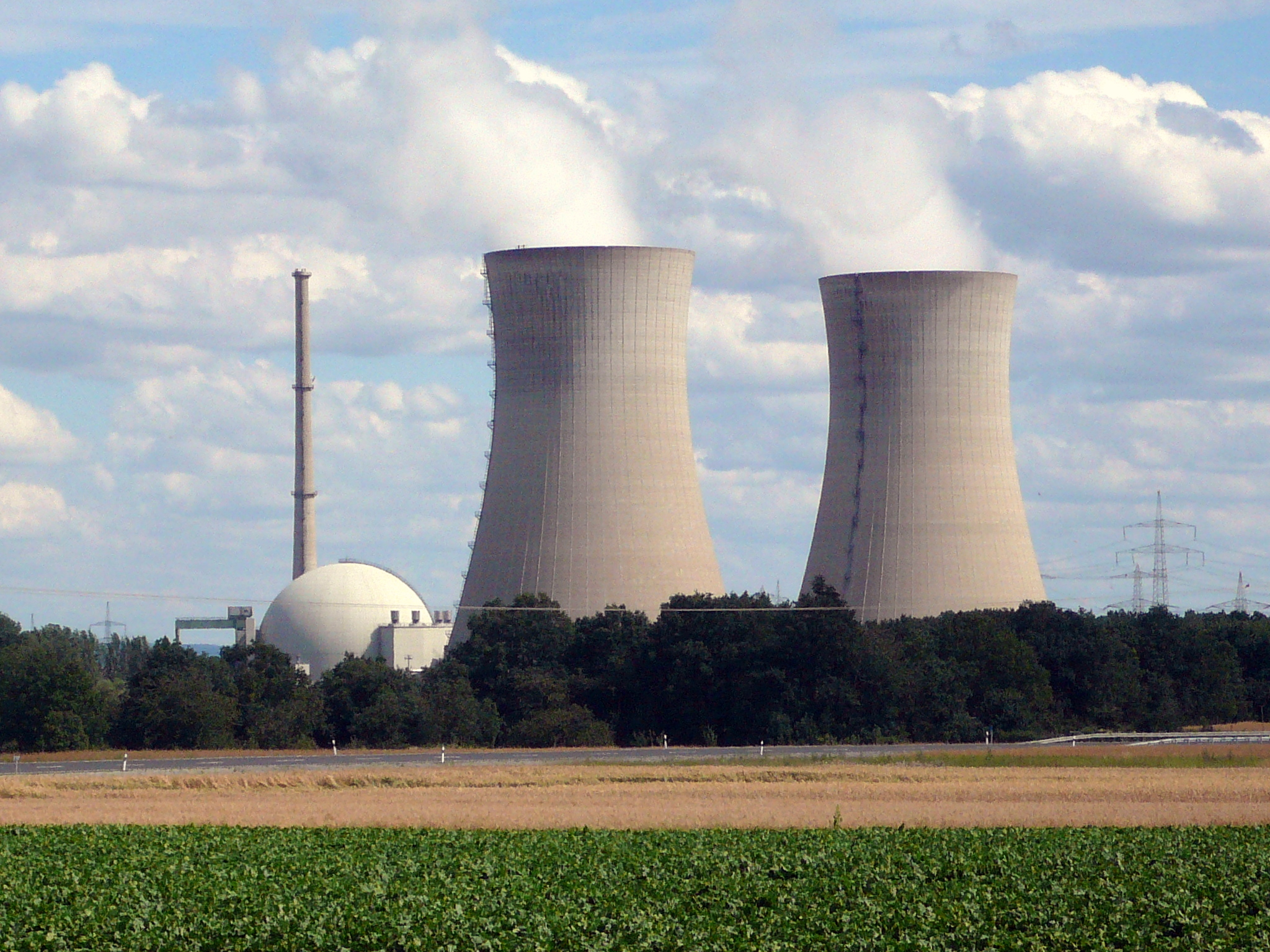
Kernkraftwerk Grafenrheinfeld von der anderen Mainseite aus (2007)

Im Oktober 1978 traf der 520 Tonnen schwere und 12,8 Meter lange Reaktorbehälter ein. Die nahtlosen Schmiederinge dazu waren in Japan hergestellt und auf dem Seeweg nach Schweden transportiert worden. Dort wurden sie in mehrjähriger Arbeit zusammengeschweißt. Allein die Sicherheitsprüfungen beanspruchten 40 Prozent der Arbeitszeit. Während der gesamten Herstellung war der TÜV Bayern mit eingebunden. Allein der Deckel des Reaktorbehälters hat eine Masse von 120 Tonnen. Der Reaktorbehälter ist das zentrale Bauteil im Primärkreislauf der Kernkraftanlage. Die Kernspaltung findet in den darin enthaltenen Brennelementen statt. Dieser Behälter steht mit 158 bar unter hohem Druck, damit das Wasser – pro Stunde 68.000 Tonnen –, das ihn mit einer Temperatur von über 300 Grad Celsius durchströmt, nicht verdampft.
Der Reaktorbehälter wurde im November 1978 in das Gebäude eingepasst. Ebenfalls eingebaut waren bereits die vier je 360 Tonnen schweren Dampferzeuger. Auch in der Warte, der Steuerzentrale des Kernkraftwerkes, gingen die Arbeiten an den Steuer- und Kontrollinstrumenten voran. Das künftige Betriebspersonal trainierte den Betrieb bereits an einem Kraftwerkssimulator in Essen.
Der Primärkreislauf, also der später nuklear beheizte Wasserkreislauf, wurde im August 1979 erfolgreich mit Überdruck geprüft. In diesem Monat wurde südlich des Kernkraftwerkes ein Ausweichbiotop, das durch die Bayernwerk AG mit 400.000 Mark finanziert worden war, von Vertretern der Naturschutzbehörde abgenommen und der Obhut der Gemeinde Grafenrheinfeld übergeben. Das Gebiet, das zuvor aus mehreren Kiesgruben bestanden hatte, wurde Rückzugsort für viele Tier- und Pflanzenarten. 1979 wurden die ersten Probeläufe des Notstromdieselaggregats durchgeführt.
Anfang 1980 war die Steuerzentrale des Kernkraftwerks weitgehend aufgebaut. Die Reaktorgrube und das Brennelementebecken wurden auf Dichtigkeit geprüft. An der Lademaschine probte die Mannschaft das Hantieren mit den Brennelementen. Das TÜV-Gutachten war ebenfalls fertig. Das Informationszentrum wurde bis zu diesem Zeitpunkt von 100.000 Menschen besucht und war für Besuchergruppen bis Mitte Mai 1980 ausgebucht. Im April 1980 stiegen aus den Kühltürmen die ersten Dampfschwaden auf. Das Kernkraftwerk war allerdings noch nicht in Betrieb, es wurde lediglich der Wasserkreislauf der Kühltürme getestet. Ein halbes Jahr später lief der sogenannte Warmprobebetrieb I, noch ohne Brennelemente, an. Hierbei wurden acht Wochen lang neben dem Primärkreislauf 50 verfahrenstechnische Systeme der Anlage auf ordnungsgemäße Funktion überprüft. Dies geschah zunächst einzeln, dann gemeinsam und immer im Beisein eines Gutachters. Die Tests verliefen erfolgreich. Der Primärkreislauf erreichte dabei erstmals seine Betriebstemperatur von 300 Grad Celsius mit Hilfe der Umwälzung des Wassers durch die Hauptkühlmittelpumpen. Im selben Jahr trafen die ersten Brennelemente ein.
Bundespräsident Karl Carstens besuchte am 3. Februar 1981 das Kernkraftwerk und bekundete, dass er die bundesdeutschen Kernkraftwerke für die sichersten in ganz Europa halte und kein Weg an der Kernenergie vorbeiführe. Der Reaktordruckbehälter wurde im Juni 1981 mit den Brennelementen beladen und es folgte der Wärmeprobebetrieb II, der immer noch ohne nukleare Kettenreaktion durchgeführt wurde. Bei diesem Probebetrieb wurde unter anderem die Turbine im Maschinenhaus auf die Betriebsdrehzahl von 1500 Umdrehungen pro Minute hochgefahren. Die Betriebserlaubnis für die Anlage wurde am 10. November 1981 vom Bayerischen Umweltministerium erteilt.

### Betrieb

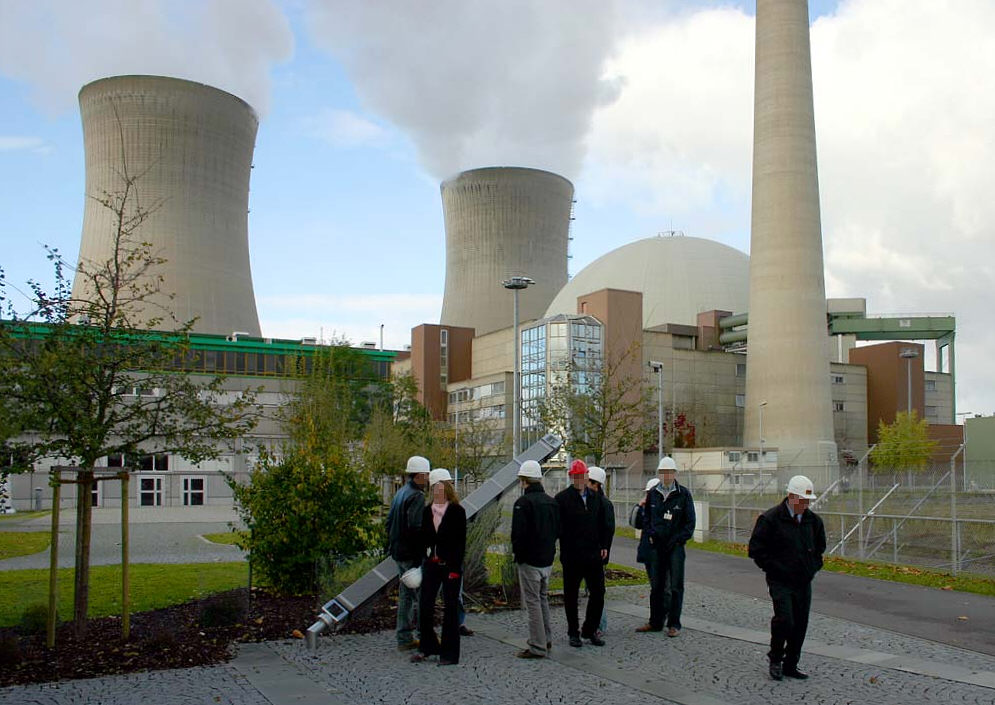
Kernkraftwerk Grafenrheinfeld (2007?)

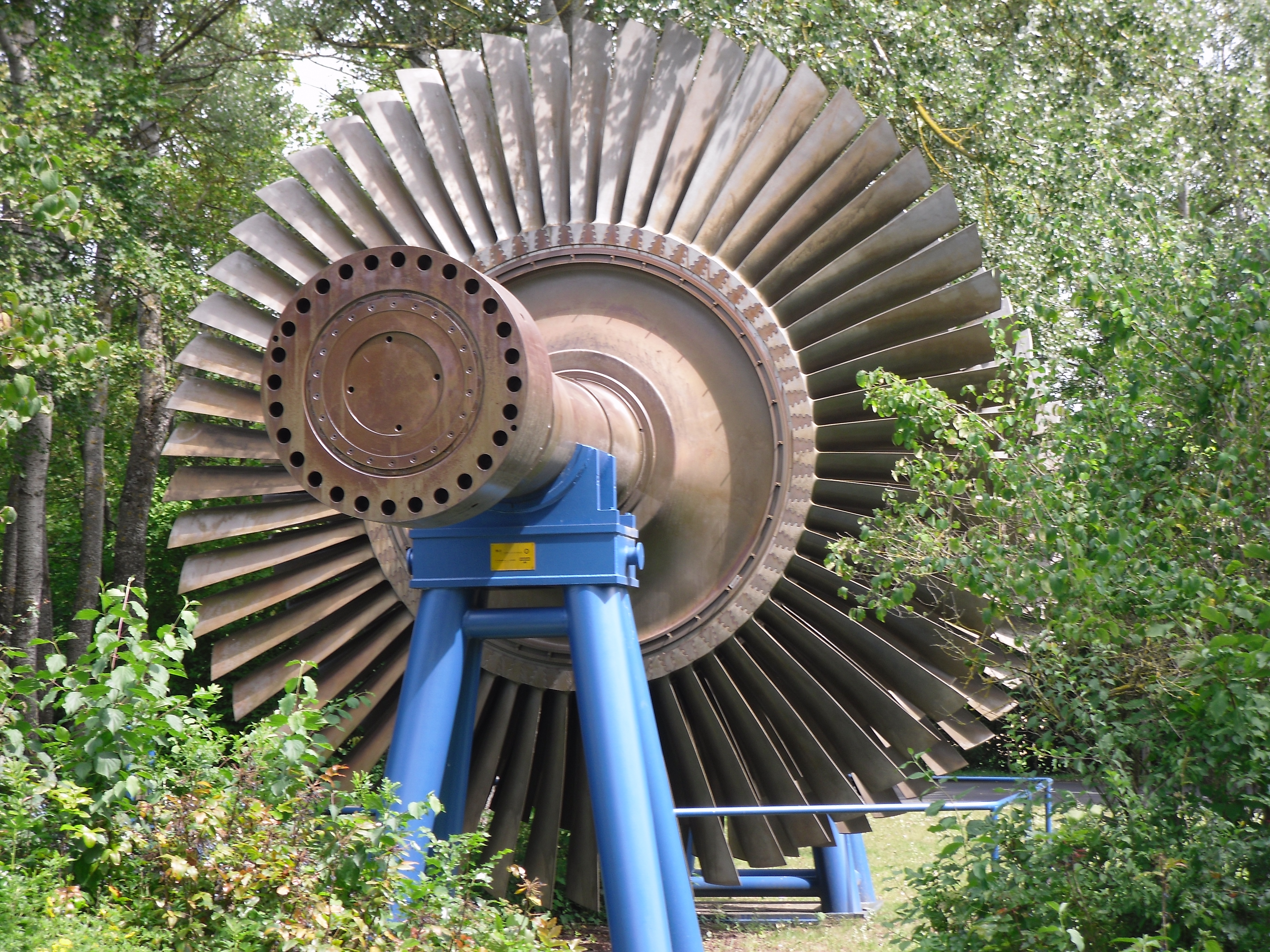
Ausgedienter Niederdruckturbinenläufer des Kraftwerks (2009)

Die erste sich selbst erhaltende Kettenreaktion, die sogenannte erste Kritikalität, wurde am 9. Dezember 1981 um 21:11 Uhr im Reaktor des Kernkraftwerkes in Gang gesetzt. Es wurde allerdings noch kein Strom ins Netz eingespeist. Das geschah erstmals am 30. Dezember 1981, allerdings nur mit 30 Prozent der Nennleistung. Das Kernkraftwerk ging 43 Monate später als ursprünglich geplant und als elftes kommerzielles Kernkraftwerk in Deutschland in Betrieb. Vor allem die neuen schärferen Sicherheitsbestimmungen führten zu dieser Verzögerung. Die Gesamtkosten des Kernkraftwerkes beliefen sich auf etwa 2,5 Milliarden Mark (entspricht heute inflationsbereinigt etwa 3,1 Mrd. Euro), wobei man ursprünglich nur von 1,1 Milliarden Mark (1,4 Mrd. Euro) ausgegangen war.
Die Leistung des Reaktors wurde stufenweise hochgefahren, er lief am 20. April 1982 erstmals unter Volllast. An den Bauarbeiten waren etwa 14.000 Menschen beteiligt, in Spitzenzeiten waren auf der Baustelle 1.500 Personen beschäftigt. Der Generalunternehmer Kraftwerk Union, der für den Bau der Anlage zuständig war, übergab am 17. Juni 1982 das Kernkraftwerk nach siebenjähriger Bauzeit an die Bayernwerk AG. Zur Übergabefeier am 23. Juli 1982 kamen etwa 1.000 Gäste nach Grafenrheinfeld und einen Tag später weitere 5.000 aus der Nachbarschaft.
Der Leiter des Kraftwerks, Eberhard Wild, wechselte im Juli 1986 vom Kernkraftwerk Grafenrheinfeld, das er elf Jahre geleitet hatte, in die Hauptabteilung Nukleare Kraftwerke der Bayernwerk. Er hatte den Bau des Kernkraftwerks von Anfang an begleitet. Peter Michael Schabert wurde sein Nachfolger. Schabert wurde Ende 1991 von Erich K. Steiner abgelöst, der auch zu denjenigen gehörte, die von Anfang an dabei waren. 1992 wurde die hundertmilliardste Kilowattstunde Strom seit der Inbetriebnahme produziert.
In den 1990er Jahren wurde viel Geld in das Kernkraftwerk investiert. Die Generatorleistung der Anlage wurde 1993 durch den Austausch der Hoch- und Niederdruckturbinen von 1299 Megawatt auf 1345 Megawatt erhöht. Es entstanden für 5 Millionen Mark neue Büro- und Schulungsräume. Der Betreiber des Kernkraftwerkes investierte 40 Millionen Mark in ein Entsorgungsgebäude für konventionelle und nukleare Abfälle, das im Frühjahr 1994 fertiggestellt wurde. Zum gleichen Zeitraum wurde ein Druckentlastungssystem, das sogenannte Wallmann-Ventil, eingebaut. Für 80 Millionen Mark wurde mit DARIUS ein zusätzliches Sicherheitssystem für den Primärkreislauf installiert. Am 13. Juli 1996 kamen anlässlich des 75-jährigen Bestehens der Bayernwerk AG über 25.000 Personen zu einem Tag der offenen Tür nach Grafenrheinfeld. 1997 wurde das neue Zentralgebäude errichtet. Die technische Leitung des Kernkraftwerks übernahm im Januar 1998 Reinhold Scheuring.

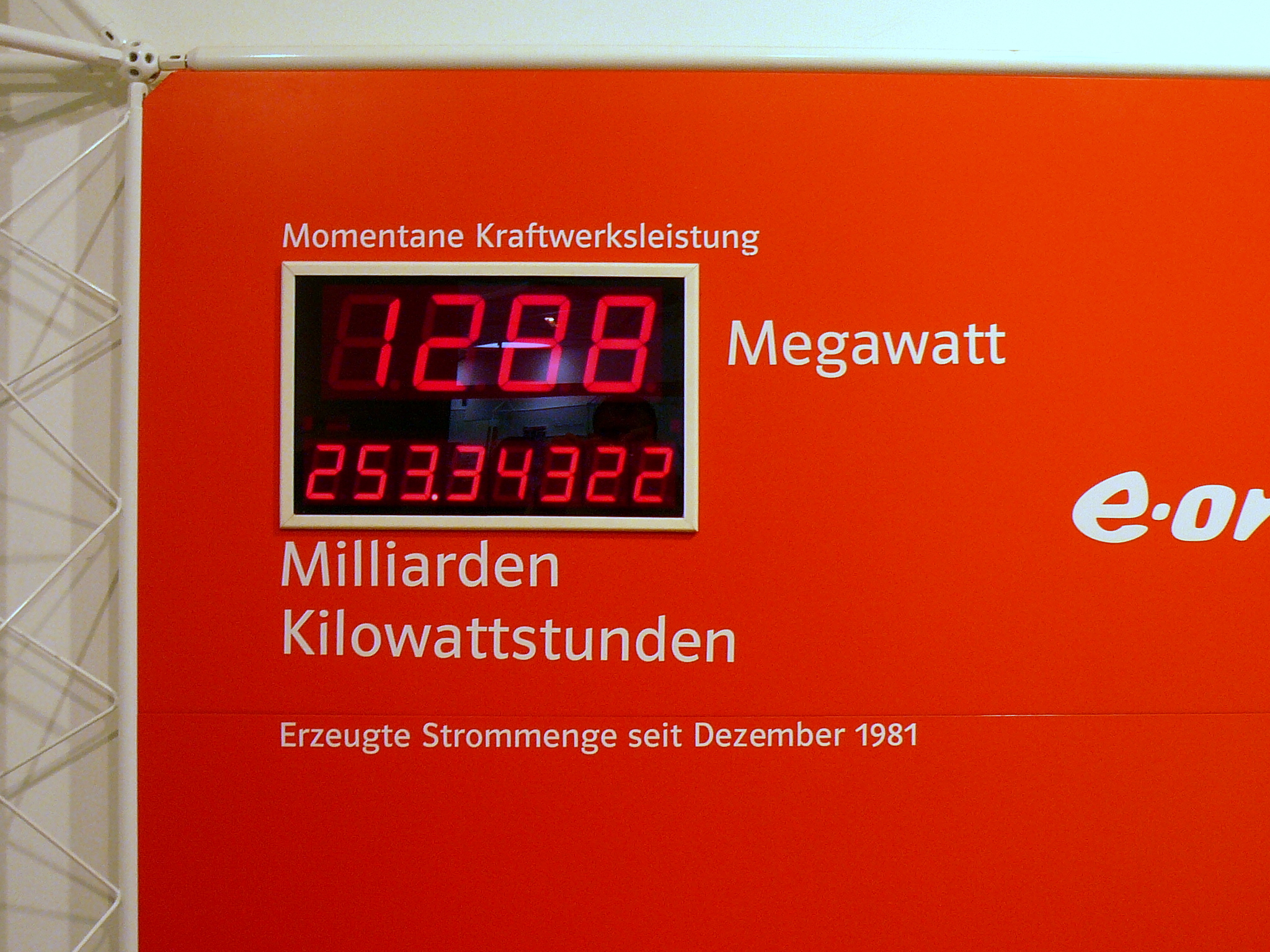
Erzeugte elektrische Energie bis zum 24. Juni 2007

Der Betreiber, die Bayernwerk AG, fusionierte im Sommer 2000 mit der PreussenElektra zur E.ON Energie mit Sitz in München, einer hundertprozentigen Tochter der E.ON AG, die jetzt der Betreiber des Kernkraftwerkes ist.
E.ON beantragte im Mai 2000 die Erhöhung der thermischen Reaktorleistung um fünf Prozent auf 3950 Megawatt. Das Bundesministerium für Umwelt forderte am 20. Dezember 2002 die Reaktor-Sicherheitskommission (RSK) zur sicherheitstechnischen Bewertung auf. Hierbei erfolgten auch Untersuchungen der Strahlendosis, vor allem der Schilddrüsendosis. Dabei wurden die Werte, die in den Jahren 1987, 1988, 1992, 1993 und 1994 vom KFÜ-Mast gemessen wurden, gemittelt und in die Untersuchungen einbezogen. Die Untersuchungen der RSK ergaben, dass diesbezüglich keine Probleme zu erwarten seien, wie schon zuvor bei den Reaktoren Philippsburg 2 und Isar 2. Es sollten allerdings verschiedene Änderungen, speziell eine Erhöhung der Aufwärmspanne des Kühlmittels und eine Frischdampfdruckerhöhung, vorgenommen werden. Außerdem wurden im Zuge des Genehmigungsverfahrens Strahlenuntersuchungen durchgeführt. Das Bundesministerium lehnte trotz der positiven Stellungnahme der RSK mit Schreiben vom 3. Februar 2004 die Leistungserhöhung ab mit der Begründung, dass nicht alle Nachweise vom Betreiber vorgelegt wurden und somit die Voraussetzungen für die Genehmigung nicht erfüllt seien.
Seit dem Jahr 2001 wurden auch MOX-Brennelemente eingesetzt. Sie enthalten außer Uran (in der Form Urandioxid) auch Plutonium (in der Form Plutoniumdioxid), das neben seiner Radioaktivität auch extrem giftig ist.
Im Jahr 2006 wurde das Zwischenlager in Betrieb genommen. Das Kernkraftwerk Grafenrheinfeld hatte am 20. Februar 2007 seit der Inbetriebnahme 250 Milliarden Kilowattstunden Strom produziert. Am 22. Juni 2007 fand ein Festakt anlässlich des 25-jährigen Bestehens des Kernkraftwerks Grafenrheinfeld statt, an dem Wirtschaftsminister Michael Glos und der bayerische Umweltminister Werner Schnappauf teilnahmen. Mehrere tausend Besucher waren bei einem Fest auf dem Betriebsgelände am Sonntag, dem 24. Juni 2007 anwesend.

### Stilllegung
Am 26. April 2002 setzte die rot-grüne Bundesregierung im sogenannten Atomkonsens den langfristigen Ausstieg aus der Atomenergienutzung durch. Seit der damit verbundenen Novellierung des deutschen Atomgesetzes dürfen keine neuen Kernkraftwerke mehr gebaut werden und bei allen noch bestehenden wurden Reststrommengen anhand einer Regellaufzeit von 32 Jahren festgelegt, nach deren Erzeugung die Anlagen stillgelegt werden mussten. Die Novelle legte fest, dass ab dem 1. Januar 2000 in den deutschen Kernkraftwerken insgesamt noch 2,623 Millionen Gigawattstunden Strom erzeugt werden durften. Dieser Wert ergab sich durch die Addition der Reststrommengen, die den einzelnen Anlagen je nach ihrem Alter zugeteilt wurden. Dem Kernkraftwerk Grafenrheinfeld wurde eine Reststrommenge von 150,03 Milliarden Kilowattstunden zugesprochen, davon waren am 1. Januar 2008 69,59 Milliarden Kilowattstunden übrig. Die Reststrommengen durften flexibel gehandhabt werden: es durften Strommengen einer Anlage an eine andere übertragen werden. Die Anlage, auf die die Reststrommengen übertragen werden, musste allerdings jünger sein als die Anlage, von der die Reststrommengen kommen. E.ON Kernkraft als Betreiber des Kernkraftwerks Grafenrheinfeld schaltete beispielsweise das Kernkraftwerk Stade vor dem Erreichen der Reststrommenge ab. Das übrige Kontingent der Anlage stand E.ON Kernkraft als Guthaben zur Verfügung und konnte für ein anderes Kernkraftwerk in Anspruch genommen werden. Bei unveränderter durchschnittlicher Jahresleistung, ohne längere Stillstandszeiten und ohne Strommengenübertragungen von oder auf andere Kernkraftwerke hätte die Stromproduktion in Grafenrheinfeld voraussichtlich im Jahr 2014 beendet werden müssen.

Am Kabinett Merkel I war die SPD beteiligt, daher wurde am Atomausstieg nicht gerüttelt.

Im Kabinett Merkel II war die SPD durch die FDP ersetzt, daher entschied der Bundestag sich am 28. Oktober 2010 mit der Mehrheit der Unionsparteien CDU/CSU und der FDP für eine Laufzeitverlängerung deutscher Kernkraftwerke. Das KKW Grafenrheinfeld (Baubeginn 1. Januar 1975, kommerzieller Betrieb ab 17. Juni 1982) erhielt damit die Genehmigung, 14 Jahre länger zu laufen.

Nach der Nuklearkatastrophe von Fukushima vollzog die Bundesregierung eine Kehrtwende und beschloss am 6. Juni 2011 ein Gesetzespaket das die Stilllegung des Kraftwerkes für das Ende des Jahres 2015 beinhaltete. Die EU veranlasste einen „Stresstest für Kernkraftwerke“. In der EU standen 134 KKW an 68 Standorten, davon wurden 24 Standorte inspiziert. Im Ende 2012 veröffentlichten Abschlussbericht konstatierten die internationalen Atomexperten („Peer Review“), die Anlage sei „nicht in ausreichendem Maß gegen Erdbeben ausgelegt“; ferner wurde das Fehlen hinreichender Erdbebenmesssysteme bemängelt.
Am 28. März 2014 berichtete die Tagesschau, dass der Betreiber E.ON Kernkraft das Kernkraftwerk Grafenrheinfeld bereits im Frühjahr 2015 vom Netz nehmen wollte. Als Grund wurde die mangelnde Rentabilität angegeben.
Anfang März 2015 wurden die vorhandenen Brennelemente im Reaktor neu angeordnet, um eine bessere Ausnutzung der Restenergie zu gewährleisten. Daraufhin wurde die Abschaltung auf Ende Juni 2015 verschoben. Das Einsetzen neuer Brennelemente wäre laut Aussage der Betreiber aufgrund der Brennelementesteuer und unter Berücksichtigung der maximalen Laufzeit bis Jahresende 2015 unrentabel gewesen.
Das Kraftwerk wurde am 27. Juni 2015 um 23:59 Uhr aus dem Betrieb genommen. Im Dezember 2015 wurde die Umlagerung aller im Reaktordruckbehälter verbliebenen Brennstäbe in ein Nasslager abgeschlossen. Im Jahr 2018 wurden 171 von 597 Brennelementen aus dem Abklingbecken im Reaktorgebäude in das Zwischenlager auf dem Kraftwerksgelände gebracht. Die restlichen Brennelemente folgten 2019 und 2020, die dazu trocken in 53 Castor-Behältern gelagert werden.

### Abbau

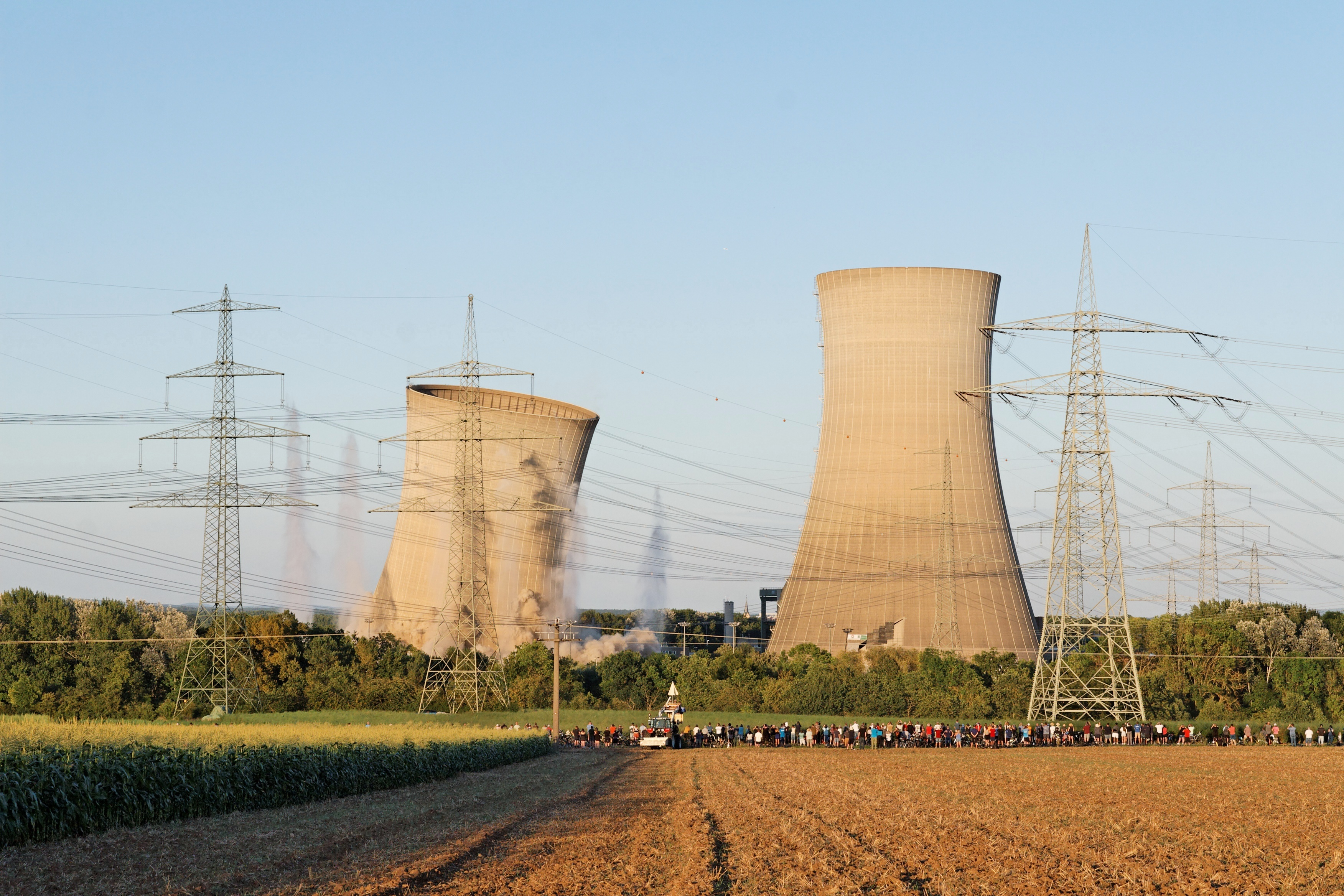
Unzählige Schaulustige verfolgten die Sprengung (2024)

Am 28. März 2014 stellte die E.ON Kernkraft beim Bayerischen Staatsministerium für Umwelt und Verbraucherschutz (StMUV) einen Antrag auf Genehmigung zur Stilllegung und zum Abbau des Kernkraftwerks Grafenrheinfeld.
Am 11. April 2018 gab die E.ON-Tochter PreussenElektra bekannt, dass das StMUV die Genehmigung zur Stilllegung und zum Abbau erteilt habe.
Nach Angaben von E.ON fallen beim Abbau 475.000 Tonnen nichtradioaktiver Bauschutt an, davon 450.000 Tonnen vom Gebäude selbst, sowie 3500 Tonnen schwach- und mittelradioaktives Material, das im Schacht Konrad in Niedersachsen endgelagert werden soll. Damit sich Verzögerungen beim Abtransport von radioaktivem Bauschutt nicht auf die Rückbauarbeiten auswirken, soll bis Ende 2020[veraltet] eine Bereitstellungshalle für schwach- und mittelradioaktives Material auf dem Kraftwerksgelände errichtet werden. Die Menge an hochradioaktivem Abfall, die beim Abbau anfällt, wurde nicht genannt. Die Dauer des Abbaus wird von E.ON mit mindestens 12 Jahren und 6 Monaten beziffert, andere Quellen nennen mindestens 20 Jahre.
Die Sprengung der Kühltürme war auf den 16. August 2024 terminiert. Die Sprengung fand leicht verspätet um 19:55 Uhr statt, verzögert durch einen Pro-Kernkraft-Aktivisten, der unbefugt ins Sperrgelände eingedrungen war und einen Hochspannungsmast besetzt hatte.

## Proteste
Das KKW hat keinen eigenen Gleisanschluss, weshalb die anfallenden Castor-Behälter per Tieflader zum Bahnhof in der Ortsmitte-Gochsheim transportiert wurden, um dort auf den Zug verladen zu werden. Mit diesem ging es dann weiter zu Wiederaufarbeitungsanlage oder Zwischenlager. Während der Verladungen in Gochsheim wurde der Bereich von der Polizei abgeriegelt. Dabei fanden regelmäßig Demonstrationen statt, die aber immer friedlich verliefen. In der Nähe des Verladebereiches lebende Familien klagten in unregelmäßigen Zeiträumen erfolglos gegen den Betreiber des Kernkraftwerkes auf Unterbindung dieser Verladungen. Die Klagen wurden mit erhöhten Krankheitsfällen infolge der Strahlungsbelastung begründet. Untersuchungen konnten das jedoch nicht bestätigen. Mit dem 2006 fertiggestellten Zwischenlager am KKW entfallen diese Castor-Transporte radioaktiven Materials, bis eine Möglichkeit zur Endlagerung in Deutschland gefunden ist.
Gegen die Baugenehmigungen für das Zwischenlager gab es mehrere Demonstrationen der in Schweinfurt ansässigen Bürgeraktion Umwelt- und Lebensschutz – Bürgerinitiative gegen Atomanlagen (BA-BI), der Ökologisch-Demokratischen Partei und des Bundes Naturschutz. Zum einen erschien der Strahlenschutz des Lagers als zu niedrig eingestuft, zum anderen wurde es mit 88 Stellplätzen als überdimensioniert angesehen, da das Kernkraftwerk bei einer Restlaufzeit von 32 Jahren nur etwa 20 Stellplätze nutzen könnte. Demonstranten schlossen daraus, dass das Kernkraftwerk länger in Betrieb bleibe oder Behälter aus anderen Kernkraftwerken gelagert werden sollten, was wiederum mit Transporten verbunden gewesen wäre. Manche argwöhnten sogar, Grafenrheinfeld solle Planungsstandort für den Bau eines weiteren Kernkraftwerkes werden.

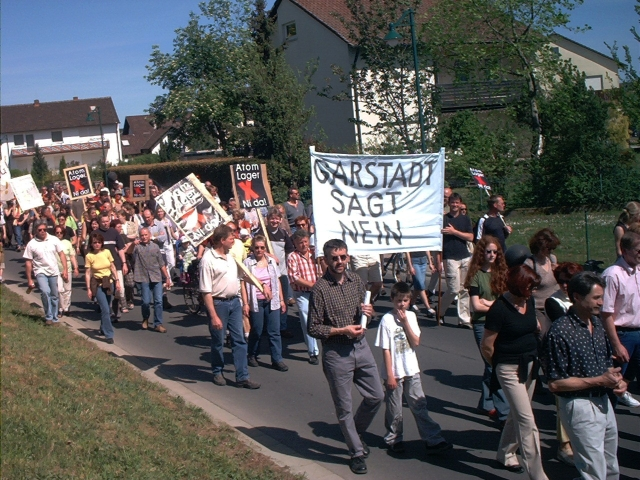
KKW Grafenrheinfeld, „BELLA NIX DA“, Demo, 2003

Im Oktober 2001 zogen etwa 250 Demonstranten mit Spruchbändern durch die Fußgängerzone von Schweinfurt. Im Mai 2003 kam es zu einer großen Protestaktion mit etwa 1000 Teilnehmern. Der Marsch der Demonstranten durch die Gemeinde Grafenrheinfeld wurde teilweise von Anwohnern flankiert, lief insgesamt friedlich ab und machte nur geringen polizeilichen Einsatz notwendig.
2010 verabschiedeten die Städte Schweinfurt und Würzburg sowie die Gemeinden Sennfeld, Gochsheim und Bergrheinfeld Resolutionen, in denen diese eine Abschaltung des Atomkraftwerks forderten.
Im April 2011 wurde bekannt, dass mindestens vier US-Kampfflugzeuge vom Typ Fairchild-Republic A-10 über dem Kraftwerk einen Luftkampf geübt haben. Der Bürgermeister der anliegenden Gemeinde Schwebheim wandte sich darauf schriftlich an Bundeskanzlerin Merkel, um das Einstellen dieser Übungen zu erreichen, zumal im selben Monat ein solches Flugzeug in der Vulkaneifel abgestürzt war. Die Flugübungen des US-Militärs in der Nähe des Reaktors fanden im folgenden Monat vermehrt statt.
Auch der Schweinfurter Landrat Harald Leitherer wandte sich an die Regierung und wies auf die Ängste der Bevölkerung durch die Übungsflüge US-amerikanischer Kampfflugzeuge in Kernkraftwerksnähe hin. Er forderte, den Sperrradius um Grafenrheinfeld von 1,5 auf 40 Kilometer auszuweiten. Zudem wies er auf das bestehende Zwischenlager hin, da nach seiner Kenntnis die Brennelement-Behälter einer starken Hitze – etwa nach einer Explosion und einem Kerosinbrand – nur eine kurze Zeit widerstehen.

## Erhöhung kindlicher Krebserkrankungen im Umfeld bayerischer KKW
Für den Beobachtungszeitraum von 1983 bis 1998 zeigt sich in der KIKK-Studie des BfS die Häufigkeit kindlicher Tumoren im Umfeld von Atomkraftwerken in Bayern laut einer Studie eine statistisch signifikante Erhöhung von 20 % über dem bayerischen Durchschnitt, allerdings kann aufgrund der Art der durchgeführten Studien (ökologische und deskriptive Methoden) grundsätzlich keine Aussage über die Ursachen dieser Erhöhung gemacht werden. Zwischen 1994 und 1998 sind es 4 %. Bei den als strahleninduzierbar bekannten Leukämien sind in den genannten Zeiträumen keine signifikanten Abweichungen festgestellt worden. Zahlreiche vergleichbare Studien zeigten uneinheitlich keine oder eine nur leichte in der Regel jedoch nicht signifikante Erhöhung des Krebsrisikos im Umkreis von Kernkraftwerken (auch Grafenrheinfeld).

## Betriebsergebnis
| Jahr | Millionen Kilowatt- stunden | Jahr | Millionen Kilowatt- stunden |
| ---- | --------------------------- | ---- | --------------------------- |
| 1982 | 08.139,1                    | 1999 | 08.336,7                    |
| 1983 | 09.412,0                    | 2000 | 09.600,9                    |
| 1984 | 09.590,0                    | 2001 | 10.573,9                    |
| 1985 | 09.741,6                    | 2002 | 09.889,9                    |
| 1986 | 08.718,2                    | 2003 | 10.270,2                    |
| 1987 | 08.360,6                    | 2004 | 10.129,4                    |
| 1988 | 08.799,9                    | 2005 | 10.106,0                    |
| 1989 | 09.401,7                    | 2006 | 09.424,9                    |
| 1990 | 07.910,3                    | 2007 | 10.311,5                    |
| 1991 | 09.753,5                    | 2008 | 09.763,0                    |
| 1992 | 09.657,2                    | 2009 | 10.447,3                    |
| 1993 | 08.845,9                    | 2010 | 07.492,6                    |
| 1994 | 09.674,5                    | 2011 | 08.532,3                    |
| 1995 | 09.946,0                    | 2012 | 09.996,4                    |
| 1996 | 09.528,6                    | 2013 | 09.664,8                    |
| 1997 | 10.131,0                    | 2014 | 09.853,0                    |
| 1998 | 09.147,0                    | 2015 | 04.090,5                    |

Die produzierte elektrische Energie des Kernkraftwerkes hing hauptsächlich davon ab, an wie vielen Tagen es im Normalbetrieb am Netz war. Im Normalbetrieb lief es immer unter Volllast und konnte theoretisch im Jahr 11,78 Milliarden Kilowattstunden Bruttostrom produzieren. Diese maximal mögliche Stromproduktion wurde allerdings durch die jährlich durchzuführende Revision, die zwischen zwei und sechs Wochen dauerte, nicht erreicht. Hinzu kamen noch gelegentliche Abschaltungen wegen Unregelmäßigkeiten in der Anlage und unvorhergesehener Reparaturen.
Das Kernkraftwerk Grafenrheinfeld wurde gleich im ersten vollständigen Betriebsjahr Kraftwerksweltmeister. Im Jahr 1983 produzierte es 9,96 Milliarden Kilowattstunden Bruttostrom (9,41 Milliarden Kilowattstunden Nettostrom) und damit mehr als jede andere Anlage weltweit. Im nächsten Jahr, 1984, war es erneut das leistungsfähigste Kernkraftwerk weltweit und erhielt wieder diesen Titel. Zudem stellte es einen neuen Weltrekord auf: Mit 10,15 Milliarden produzierten Kilowattstunden Bruttostrom (9,59 Milliarden Kilowattstunden Nettostrom) wurde zum ersten Mal weltweit von einem Kernkraftwerk die Grenze von zehn Milliarden Kilowattstunden überschritten.
Auch in den darauffolgenden Jahren zählte das Kernkraftwerk zu den leistungsstärksten weltweit und platzierte sich insgesamt 15 Mal in der internationalen Top-Ten-Liste. Im Jahr 2001 produzierte es den meisten Strom in seiner Betriebsgeschichte. Mit 11,15 Milliarden Kilowattstunden Bruttostrom kam es mit Platz 7 zum letzten Mal in die internationale Top-Ten-Liste. Seit 2002 befand sich das Kraftwerk nicht mehr unter den zehn leistungsstärksten, obwohl die produzierte Energie gesteigert wurde. Im Jahr 2009 erzielte es mit 11,06 Milliarden Kilowattstunden Bruttostrom (10,45 Milliarden Kilowattstunden Nettostrom) das zweitbeste Ergebnis in seiner Betriebsgeschichte.
Am 20. Februar 2007 konnte Grafenrheinfeld sein Energie-Jubiläum feiern. An diesem Tag erreichte das Kraftwerk die Menge von 250 Milliarden erzeugten Kilowattstunden seit der Inbetriebnahme im Dezember 1981. Das gelang Grafenrheinfeld als drittem Kernkraftwerk in der Welt nach Unterweser und Grohnde. Es produzierte seit der Leistungssteigerung 1993 durchschnittlich etwa 10½ Milliarden Kilowattstunden jährlich, was etwa dem jährlichen Strombedarf von 3,8 Millionen Haushalten oder einem Fünftel des Bedarfs von Bayern entspricht.
Grafenrheinfeld zählte weltweit zu den Kernkraftwerken mit der höchsten Verfügbarkeitsrate. Seit der Inbetriebnahme 1982 hatte es bis Ende 2011 eine durchschnittliche Betriebszeit von 88,4 %. Im Jahr 2001 hatte es mit 8392 Betriebsstunden die höchste Verfügbarkeit, was einer Verfügbarkeit von 95,8 % entsprach. Die geringste Verfügbarkeit bestand im Jahr 1990 mit 6743 Betriebsstunden und 76,97 %. Die durchschnittliche Zeit, in der Strom in das Netz eingespeist wurde, der sogenannte Nettobetrag, lag von 1982 bis Ende 2011 bei 87,2 %.
Während seiner 33 und ein halbes Jahr Betriebsdauer erzeugte es insgesamt 315.240 GWh, was einem Durchschnitt von 9.410,2 GWh/Jahr entspricht.

## Sicherheit

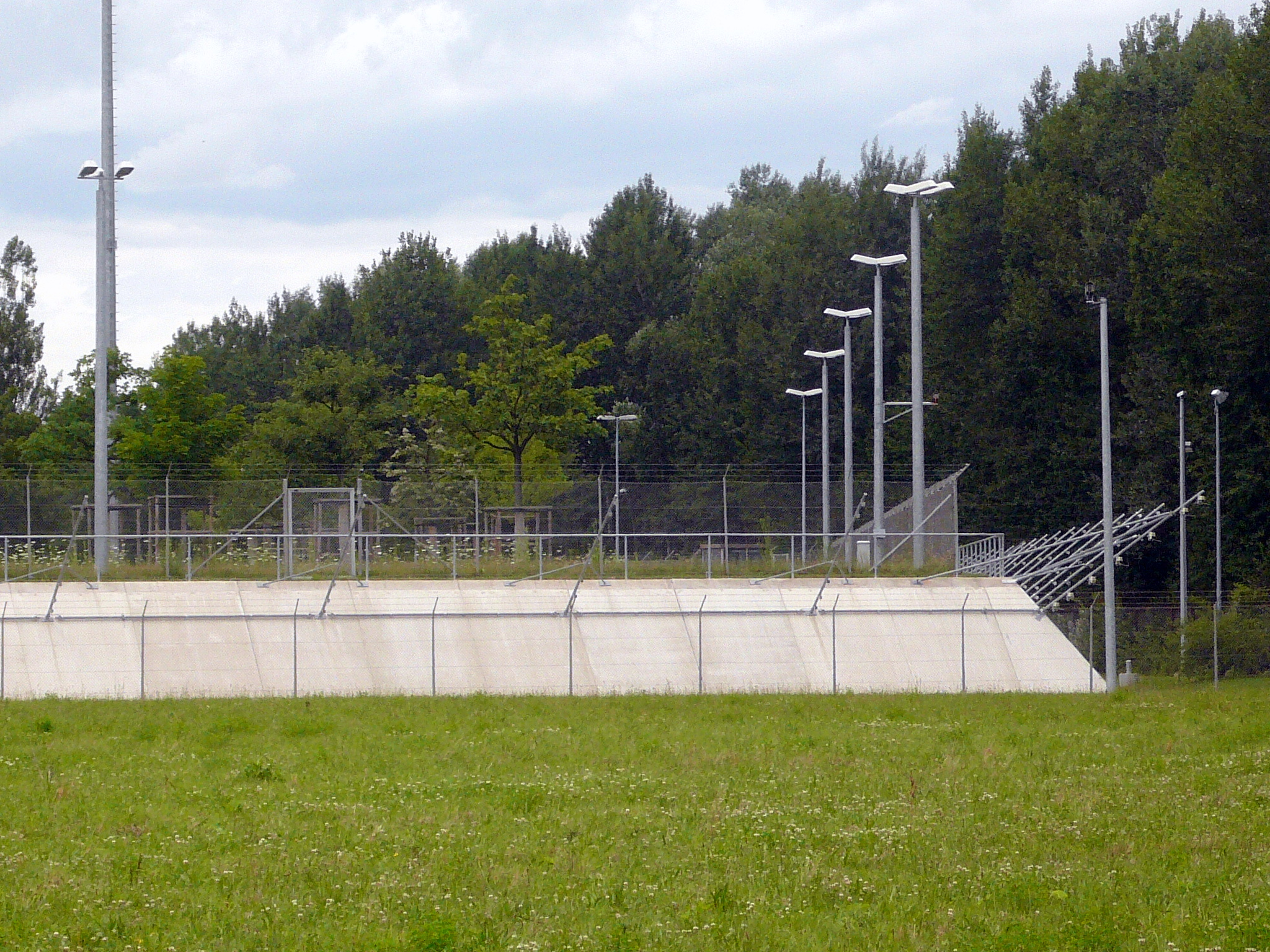
Die äußere Umschließung des kerntechnischen Bereichs

Die Planung, der Bau und der Betrieb des Kernkraftwerks Grafenrheinfeld unterlagen und unterliegen wie alle kerntechnischen Anlagen in Deutschland zahlreichen Vorschriften. Die Reaktor-Sicherheitskommission (RSK) fasst alle sicherheitstechnischen Anforderungen, die bei der Auslegung, dem Bau und dem Betrieb eines Kernkraftwerks mit Druckwasserreaktor erfüllt werden sollen, in Leitlinien zusammen. Deren dritte Ausgabe vom 14. Oktober 1981 wurde zuletzt am 15. November 1996 berichtigt und ergänzt.
Das nach westlichem Standard gebaute Kernkraftwerk ist mit mehreren aktiven und passiven Barrieren ausgestattet, die das Austreten von Radioaktivität auch bei schwersten Betriebsstörungen verhindern sollen. Der kerntechnische Bereich und das Zwischenlager sind mit einer äußeren Umschließung, einem Sicherheitswall, umgeben. Das gesamte Kraftwerksareal wird zusätzlich von einer Sicherungszaunanlage umschlossen.

### Passives Sicherheitssystem
Bei der ersten Barriere, im Reaktorkern gelegen, umschließen gasdichte Hüllrohre aus Metall den eigentlichen Kernbrennstoff, das Kristallgitter des Uranoxids. Als zweite Barriere dient der Reaktordruckbehälter, in dem sich die Brennelemente befinden und dessen Stahlwände eine Stärke von 25 Zentimetern haben. Dieser Behälter ist von der dritten Barriere, einer zwei Meter starken Betonkammer, umgeben, die Neutronen- und Gammastrahlung zurückhält. Die vierte Barriere besteht aus einem kugelförmigen Sicherheitsbehälter, der den gesamten nuklearen Teil des Kernkraftwerks umschließt. Dieser Behälter ist aus drei Zentimeter dicken Stahlplatten zusammengeschweißt. Das Volumen dieses Behälters ist so bemessen, dass er bei einem Störfall das radioaktive Kühlmittel in Dampfform aufnehmen kann. Die letzte Barriere, die einzige, die von außen sichtbar ist, ist die zwei Meter dicke Stahlbetonhülle, die den Zweck hat, das Kraftwerk vor äußeren Einflüssen zu schützen, und für den Fall eines Flugzeugabsturzes konstruiert ist.

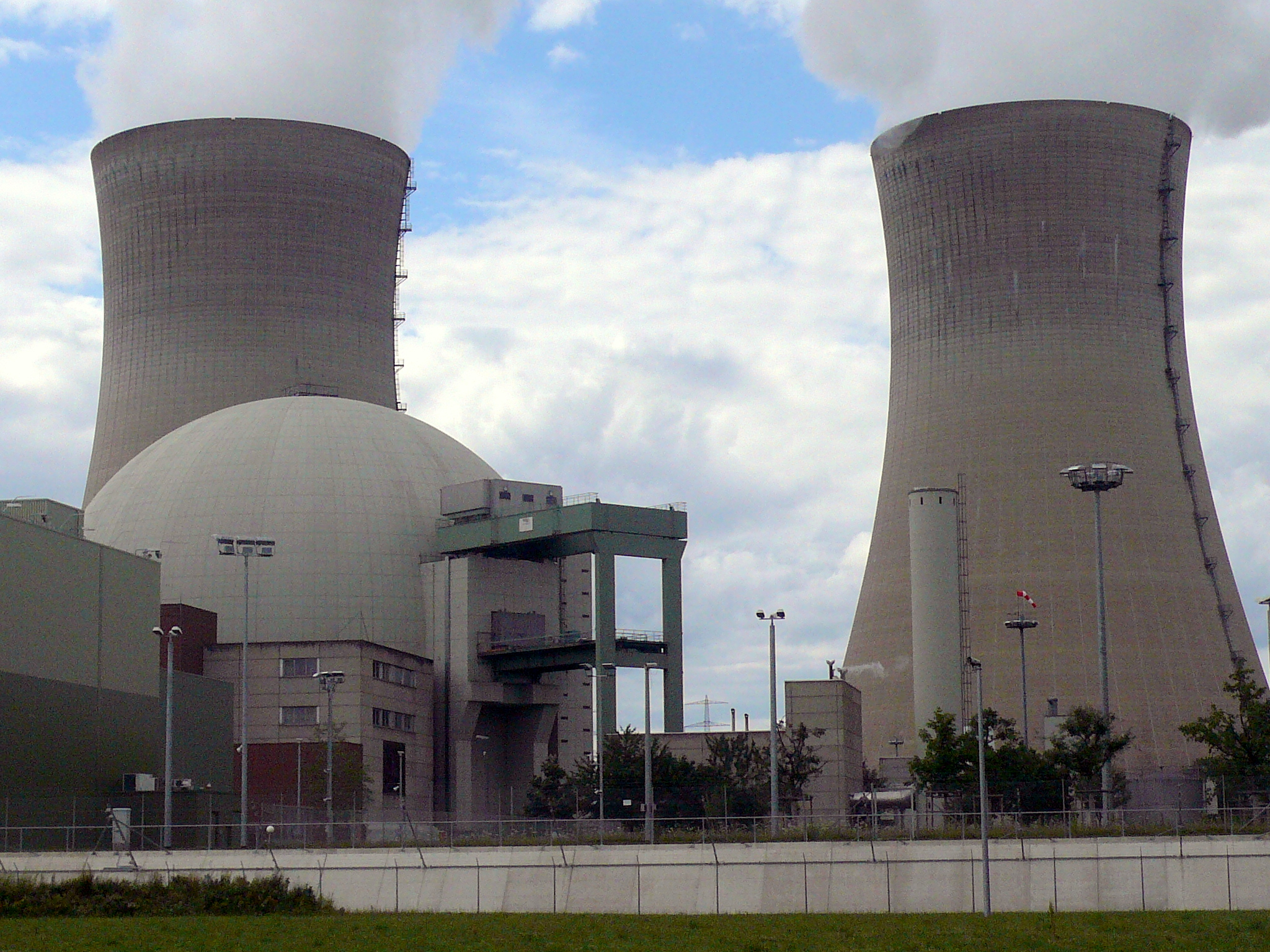
Stahlbetonhülle des Reaktors und die beiden Kühltürme

Die deutschen Kernkraftwerke weisen im letzten Punkt unterschiedliche Standards auf. Die Wandstärke im Kraftwerk Grafenrheinfeld beträgt mehr als 100 Zentimeter und kann einer unbewaffneten Phantom standhalten. 1981 trat eine Leitlinie der RSK für den Fall eines Absturzes eines Militärflugzeugs in Kraft, die bei der Planung des KKW bereits vorher verwendet wurde. Das Flugzeug entspricht einer Aufprallmasse von 20 Tonnen und hat eine im Tiefflug erreichbare Geschwindigkeit von etwa 774 Kilometern pro Stunde. Auch größere Flugzeuge durchbrechen nicht zwangsläufig den Mantel, da die kinetischen Parameter dieses Militärflugzeugs bereits die höchste Stoßbelastung bei einem Aufprall darstellen. Größere Nebenwirkungen wie Brände und Splitterwirkungen könnten aber auch außerhalb des Reaktorgebäudes zu großen Schäden an umgebenden Kraftwerksbauten führen.
Für den Brandfall selbst gelten in einem KKW besonders strenge Anforderungen. Innerhalb des Gebäudes gibt es festgelegte Brandabschnitte, die verhindern sollen, dass ein Brand sich ausbreiten kann. Selbst ein vollständiger Verlust des Maschinenhauses und der Hilfsanlagengebäude soll laut Aussagen des Kerntechnischen Ausschusses keinerlei Auswirkungen auf die sichere Abschaltung des Reaktors haben.
Der brennende Treibstoff eines abgestürzten Flugzeugs würde theoretisch am Reaktorgebäude herunterfließen und in der umlaufenden Kiesschüttung versickern. Durch die große Wandstärke des Reaktorgebäudes von zwei Meter Stahlbeton soll nach Angaben des VDI im Inneren kaum eine Wärmeentwicklung zu verzeichnen sein.
Sollte die äußere Hülle durchbrochen werden, so sind Schäden im Inneren die wahrscheinliche Folge. Fragmente der Triebwerke könnten den Betonmantel mit der Stahlarmierung und den Sicherheitsbehälter durchbrechen. Es ist möglich, dass der Kühlkreislauf des Reaktors beschädigt wird und auch andere Sicherheitssysteme Schäden erleiden. Sollten größere Zerstörungen an den Rohrleitungen, am Reaktordruckbehälter oder im Kühlkreislauf erfolgen, könnten die Notkühlsysteme jedoch noch genügend Wasser einspeisen. Siehe auch Aktives Sicherheitssystem. In einem solchen Fall müsste das Reaktorschutzsystem eine Reaktorschnellabschaltung (RESA) auslösen. Der Austritt von Radioaktivität wäre hierbei nicht auszuschließen.
Über dem KKW besteht zur Vermeidung von Konflikten mit Luftfahrzeugen außerdem ein Flugbeschränkungsgebiet (ED-R 23) für VFR-Verkehr, lateral im Umkreis von etwa 3 km und vertikal bis 2700 Fuß.

### Aktives Sicherheitssystem
Hierzu zählen Sicherheitssysteme, die bei einem Störfall aktiv werden, den Reaktor abschalten und eine zuverlässige Kühlung durch Not- und Nachkühlsysteme und Notstromanlagen gewährleisten sollen. Diese sicherheitstechnischen Anlagen entsprechen allen Auflagen, die vom Kerntechnischen Ausschuss (KTA) erteilt wurden. Für die Notkühlung sind mehrere unterschiedliche, voneinander unabhängige Systeme zuständig, durch die die Wärme in jedem Betriebszustand abgeführt werden soll. Durch diese Diversität ist weitgehend sichergestellt, dass beim Versagen eines oder mehrerer Sicherheitssysteme die anderen Systeme wirksam bleiben. Die kraftwerksinterne Stromversorgung wird mit einem eigenen Generator, dem doppelten Anschluss an das Verbundnetz sowie mehreren Stromaggregaten und großen Batterieanlagen gesichert.
Alle aktiven Sicherheitsvorkehrungen werden durch das Reaktorschutzsystem geschaltet, das auf die Komponenten des Sicherheitssystems, wie beispielsweise die Nachkühlpumpen, zugreift. Dieses arbeitet unabhängig vom Betriebssystem. Dadurch soll bei einem störungsauslösenden Ereignis im Betriebssystem die Funktion des Reaktorschutzsystems immer gewährleistet sein. Es überwacht und vergleicht ständig alle wichtigen Betriebskenngrößen der Anlage, wie Temperatur und Druck. Erreicht ein System einen zuvor festgelegten Grenzwert, soll das Sicherheitssystem unabhängig vom Bedienungspersonal automatisch Schutzmaßnahmen (Reaktor-Schnellabschaltung und Nachkühlung des Reaktors) auslösen. Der Grenzwert ist so gewählt, dass noch genügend Zeit vorhanden ist, den Reaktor abzuschalten, bevor es zu größeren Problemen wie einer Kernschmelze kommen kann. Kommt es zu einer Reaktorabschaltung durch das Reaktorschutzsystem, soll die Nachzerfallswärme, die durch den langsam abklingenden radioaktiven Zerfall der Spaltprodukte weiterhin erzeugt wird, abgeführt werden, damit es nicht zu einer Überhitzung der Brennstäbe kommt. Diese Aufgabe soll das Nachwärmeabfuhr- und Notkühlsystem beispielsweise bei einem Störfall im Primärkreislauf durch Kühlmittelverlust übernehmen. Damit soll immer eine ausreichende Kühlung des Reaktorkerns gewährleistet sein. Die Nachwärmeabfuhr- und Notkühlsysteme sind viermal vorhanden und bestehen jeweils aus Pumpe, Wasserspeicher, Wärmetauscher und gesicherter Stromversorgung (Notstrom-Dieselgenerator). Im Detail gibt es vier Stränge zu je 50 % Kapazität zur Notkühlung bei einem kleineren Leck mit Hochdruck im Reaktor-Kühlkreis, vier Stränge zu je 50 % bei einem großen Leck im Reaktor-Kühlkreis sowie vier Stränge zu je 50 % zur Notspeisung, falls kein Leck vorliegt, aber ein Ausfall der Zufuhr des Hauptspeisewassers vorliegt und nach Schnellabschaltung die Nachzerfallswärme aus dem Reaktor abgeführt werden muss.

## Meldepflichtige Ereignisse
Seit der Inbetriebnahme des Kernkraftwerkes gab es bis März 2011 insgesamt 222 Zwischenfälle, die nach der Atomrechtlichen Sicherheitsbeauftragten- und Meldeverordnung als meldepflichtige Ereignisse galten, aber fast alle unterhalb der niedrigsten Stufe in der siebenstufigen Internationalen Bewertungsskala für nukleare Ereignisse (INES) lagen. Es gab einen Vorfall, der in die INES-Stufe 1 eingeordnet wurde.
- 26. Juni und 5. Juli 2000: Am 26. Juni 2000 kam es im Kernkraftwerk zu einem Zwischenfall der Stufe 1 der INES.[74] Bei der jährlichen Revision wurden an fünf von acht Steuerventilen, die ein Jahr zuvor eingebaut worden waren, Mängel festgestellt. Bei der Herstellung der Buchsen war es zu Verunreinigungen und durch Einwirkung der Luftfeuchtigkeit bei einem längeren Anlagenstillstand zur Korrosion an den Buchsen gekommen, was die Leichtgängigkeit der Ventilspindeln beeinträchtigte. Dieser Mangel wurde in die INES-Stufe 1 eingeordnet, weil mehrere Komponenten in gleichartigen Einrichtungen mit gleichen Sicherheitsfunktionen davon betroffen waren.  Im selben Jahr, am 5. Juli 2000, kam es zu einem Brand im Kernkraftwerk, der den Motor einer Hauptkühlmittelpumpe in unmittelbarer Nähe des Reaktordruckgefäßes beschädigte.[75]

- 2./3. April 2002: In der Nacht vom 2. April zum 3. April 2002 kam es zu einer Störung, woraufhin das Kernkraftwerk heruntergefahren wurde.[76] Wegen eines defekten Bauteils wurde es automatisch abgeschaltet; die Dieselaggregate sprangen an und übernahmen die Stromversorgung des Kernkraftwerks in allen vier Redundanzen. Die Ursache der Störung war ein defektes Elektronik-Bauteil im nichtnuklearen Teil. Bei der Abschaltung der Anlage kam es zur Unterbrechung der Stromlieferung in das Netz, was aber keine sicherheitsrelevante Auswirkung hatte. Nach dem Zwischenfall und der Wiederherstellung der Eigenbedarfsversorgung wurde der Reaktor nur verzögert und nicht mehr bis auf Volllast hochgefahren, da für eine Woche später, ab dem 8. April, die Revision der Anlage vorgesehen war, die planmäßig durchgeführt wurde.

- 12. November 2012: Am 12. November 2012 fiel eine Sicherung in einem Schaltschrank am vierfach ausgelegten Reaktorschutzsystem aus. Aufgrund dieses Defekts waren einzelne Kontrollstellen nicht verfügbar und es wurde auf Anlagenbetrieb geschaltet. Laut offizieller Pressemitteilung des Betreibers E.ON hatte dies keine Auswirkung auf den Betrieb sicherheitsrelevanter Anlagenteile. Das Ereignis wurde auf Stufe 0 der INES eingeordnet.[77]

- 16. November 2012: Während einer wiederkehrenden Prüfung im Leistungsbetrieb (Volllast) hat sich am 16. November 2012 eine Beckenkühlpumpe automatisch abgeschaltet. Grund hierfür war laut Meldung des Betreibers ein Wicklungsschluss am Antriebsmotor. Das Ereignis wurde auf Stufe 0 der INES eingeordnet.[78]

## Andere Zwischenfälle
Am 8. November 1984 verunglückte ein britischer Tornado-Kampfjet im Tiefflug. Ein Besatzungsmitglied hatte kurz vor Überquerung des Mains einen gemeinsamen Notausstieg ausgelöst („command ejection“). Die führerlos gewordene Maschine stürzte zu Boden und explodierte. Der Absturzort befand sich in 5 km Luftlinie zum KKW, was einer Flugzeit von weniger als 30 Sekunden entspricht. Die Mainpost zählt in diesem Zusammenhang weitere Zwischenfälle mit Militärflugzeugen auf.

## Emissionen

### Strahlendosis
Die Strahlendosis des Kernkraftwerkes wird regelmäßig gemessen und in jährlichen Berichten von der Kerntechnischen Gesellschaft veröffentlicht. In den letzten Jahren bewegte sich die Strahlendosis unterhalb des festgesetzten Grenzwertes und erreichte eine Spanne von 0,56 mSv (im Jahr 2003) bis 3,04 mSv (im Jahr 1999). Diese Werte liegen unterhalb der für die Strahlenkrankheit festgelegten Grenze. Die durchschnittliche Strahlenbelastung des Menschen in Deutschland beträgt durch Umwelteinflüsse sowie durch medizinische Untersuchungen etwa 2,4 mSv pro Jahr, wovon Radon etwa die Hälfte verursacht.

### Treibhausgase
| Jahr                  | 2005  | 2006  | 2007  | 2008  | 2009  |
| --------------------- | ----- | ----- | ----- | ----- | ----- |
| CO2-Emissionen in t/a | 1.739 | 3.353 | 1.380 | 2.364 | 1.290 |

Neben der Emission von Strahlung emittiert das Kernkraftwerk Grafenrheinfeld auch Treibhausgase. Nebenstehende Tabelle führt die CO2-Emissionen für einige Jahre auf.

### Wärmeemission
Hauptsächlich durch die Kühltürme und durch die Rückleitung von Kühlwasser in den Main wird Abwärme freigesetzt.

## Revision
Einmal im Jahr, meist im April oder Mai, fand im Kernkraftwerk Grafenrheinfeld die Revision statt. Das Kernkraftwerk wurde dabei überprüft und gewartet. Bei der Revision kamen zu den etwa 300 Beschäftigten noch mehr als 1000 Spezialisten aus 200 Firmen, wie Elektriker, Physiker, Chemiker, Schlosser, Ingenieure, Strahlenschützer, Sicherheitsfachleute des TÜV und andere. Für die jährliche Revision gab E.ON jeweils etwa 15 Millionen Euro aus. Jeder Tag, an dem das Kernkraftwerk keinen Strom produzierte, kostete den Betreiber mehrere hunderttausend Euro. Die Revision konnte, wenn größere Arbeiten anfielen, vier bis sechs Wochen dauern. Die bisher kürzeste Revision dauerte 15 Tage. Die Revision 2010 begann Anfang März 2010 und dauerte wegen großen Arbeitsumfangs bis Ende Juni. Während des Stillstandes wurde der Reaktorkühlkreislauf chemisch gereinigt, die Turbinenleittechnik komplett ersetzt und die Reaktorregelung auf digitale Leittechnik umgestellt.
Die Revisionen bedeuteten für den Raum Schweinfurt einen zusätzlichen Wirtschaftsfaktor. Für die Dauer dieser mussten über 1000 Personen verpflegt werden. Sie übernachteten teilweise in den umliegenden Ortschaften. Für das zusätzliche Personal wurden Container auf dem Betriebsgelände aufgestellt, und die Werkskantine wurde mit einem Zelt erweitert. Zudem wurde der Sicherheitsdienst verstärkt.
Bei jeder Revision wurden etwa 40 der 193 Brennelemente durch neue ersetzt. Zum Schutz vor der Strahlung fand diese Auswechslung komplett unter Wasser statt. Der Reaktordruckbehälter wurde dazu oben geöffnet, der Bereich darüber geflutet und die Brennelemente entnommen. Dies geschah mit einer Lademaschine, die die senkrecht stehenden und knapp fünf Meter langen Brennelemente, die zuvor aus der Verankerung gelöst wurden, heraushob. Sie wurden unter Wasser durch eine Schleuse zum benachbarten Abklingbecken befördert. Die ausgetauschten Brennelemente verbleiben dort noch mehrere Jahre, damit Radioaktivität und Wärmeentwicklung erheblich zurückgehen. Bei manchen Revisionen, wie zuletzt 2006, wurden alle Brennelemente herausgenommen, um die Wände und Nähte des Reaktorbehälters gründlich zu überprüfen. Diese Aufgabe wurde von einem mit einer Kamera ausgestatteten ferngesteuerten Mini-U-Boot übernommen.
Die Revision erstreckte sich auch auf den nichtnuklearen Teil der Anlage. Bei der Revision 2006 wurde im Maschinenhaus der Generatorläufer, eine 204 Tonnen schwere Welle, ausgetauscht. Diese Arbeiten übernahmen Spezialisten, die auch in Kohle- und Gasturbinenkraftwerken im Einsatz sind, da es bei den Bauteilen, die den Strom erzeugen, wie dem Generator, kaum Unterschiede gibt.
Nach Abschluss aller Arbeiten wurde der Reaktor wieder hochgefahren, was etwa 60 Stunden dauerte, bis das Kraftwerk wieder mit 100 % Leistung arbeitete.

## Mediale Verarbeitung
Im Anti-Atomkraft-Roman Die Wolke von Gudrun Pausewang von 1987 ist ein fiktiver Super-GAU im Kernkraftwerk Grafenrheinfeld, bei dem eine radioaktive Wolke freigesetzt wird, der Auslöser der Handlung. Die daraus resultierende Panik der Bevölkerung wird dramatisch anhand des Schicksals der 14-jährigen Janna-Berta geschildert. Im gleichnamigen Film, der 2006 unter der Regie von Gregor Schnitzler im Stile eines Katastrophenfilms entstand, wird ein fiktives Kernkraftwerk (KKW Markt Ebersberg) in der Nähe von Schweinfurt genannt.

## Daten des Reaktorblocks
Das Kernkraftwerk Grafenrheinfeld hatte einen Reaktorblock:
| Reaktorblock          | Reaktortyp / -modell                              | elektrische Leistung | elektrische Leistung | thermische Leistung | Baubeginn  | Netzsyn- chronisation | Kommerzieller Betrieb | Stilllegung |
| Reaktorblock          | Reaktortyp / -modell                              | Netto                | Brutto               | thermische Leistung | Baubeginn  | Netzsyn- chronisation | Kommerzieller Betrieb | Stilllegung |
| --------------------- | ------------------------------------------------- | -------------------- | -------------------- | ------------------- | ---------- | --------------------- | --------------------- | ----------- |
| Grafenrheinfeld (KKG) | Druckwasserreaktor / KWU-Baulinie '3 (Vor-Konvoi) | 1.275 MW             | 1.345 MW             | 3.765 MW            | 1975-01-01 | 1981-12-30            | 1982-06-17            | 2015-06-27  |